# スーパー戦隊シリーズ登場戦士一覧
スーパー戦隊シリーズ登場戦士一覧（スーパーせんたいシリーズ とうじょうせんしいちらん）では、スーパー戦隊シリーズの各作品に登場する戦士たちを一覧する。
個々の詳細については、各リンク先の項目などを参照。

## 備考
- 原則として、本シリーズ発の戦士のみを取り扱う。他作品・シリーズからの登場戦士はそれぞれの項目を参照。
- 各戦士の名前の前にある■は、各人のパーソナルカラーを表す（パーソナルカラーが特にない場合は割愛）。
- レギュラー戦士の並び順は、ゴレンジャーを除き[注 1]オープニング映像での登場順。
- ◎はリーダー、◇はサブリーダー、☆は女性戦士、★はサポートメンバー、▼は巨大戦力にも含まれるもの。
- 話数表記は作品によって独自の表記である場合も多いが、本項目では「（第）○話」で統一する。

### レギュラー・追加戦士・交代要員
- 特記のない者は原則として全編、もしくは初（再）登場回から最終回にわたって登場したものとして扱う。各作品で追加戦士やメンバー交代などでレギュラーメンバーに変動があった場合は以下の通り付記される。
  - 途中退場したメンバーのうち後任がいない場合は【退場】、後任がいる場合は【退任】、一時的なものは【離脱】と記述。途中死亡したメンバーについては【死亡】、第1話の段階ですでに死亡していた戦士は【故人】と記述（ただし死後に戦士になった場合は除外）。また退場・退任・離脱した戦士が復帰した場合には【復帰】と記載する。
- 途中参加の追加戦士については【追加】と記載する。同様に交代要員については、【追加】とともに【後任】と記載する。
- スーパー戦隊Vシネマ作品のうち、現行の戦隊として登場した作品については記載を割愛する。

### 番外戦士・ゲスト戦士
- 番外戦士は、【番外】と記述。
- ゲスト戦士は、【ゲスト】と記述。
  - ゲスト戦隊・戦士が複数の戦隊と同時に共演した場合、共演した戦隊の中で最も新しい戦隊（およびメイン扱いとなる戦隊）のゲスト戦士とする。
- 先代・および後代の同名戦隊や戦士については、【先代】【後任】と記載。これらの先代などが追加戦士やゲスト戦士となった場合、【追加】や【ゲスト】とともに【先代】とも記述する。
- ゲスト戦士の中でも登場頻度の多い準レギュラー級のキャラクターは【準レ】と記述。
  - これらの戦士が作中で後任とメンバー交代した場合、先代側に【退任】と記述。

### 悪の戦士・戦隊
- 悪の戦士と悪の戦隊については、ともに【悪】と記載する。原則として怪人が扮した偽者については本項目では対象外とする。
- 諸事情で共に戦った悪の戦士については、備考欄に【共闘】と記載。
- 人間体を持ち、かつ相当な回数変身の描写が見られる悪の戦士に関しては、同じく【人間体】と記載。

## スーパー戦隊シリーズ

### 『ゴレンジャー』『ジャッカー』
- 以降の作品と原作者が異なるため、『ゴレンジャー』『ジャッカー』のキャラクターが登場する作品には原作者に八手三郎と石ノ森章太郎が併記される。

| 戦隊名               | 戦士名                   | 変身者               | カラー               | 登場話                  | ゲスト登場話 | 備考                 |
| 秘密戦隊ゴレンジャー | 秘密戦隊ゴレンジャー     | 秘密戦隊ゴレンジャー | 秘密戦隊ゴレンジャー | 秘密戦隊ゴレンジャー    | 秘密戦隊ゴレンジャー | 秘密戦隊ゴレンジャー |
| -------------------- | ------------------------ | -------------------- | -------------------- | ----------------------- | --- | -------------------- |
| 秘密戦隊ゴレンジャー | アカレンジャー           | 海城剛               | 赤 ■                 |                         | 『ジャッカー電撃隊VSゴレンジャー』 『タイムレンジャー』最終話 『ガオレンジャーVSスーパー戦隊』 『ゴーカイジャー』第1話・第51話 『ゴーカイジャー ゴセイジャー』 『ニンニンジャー』第7話 『ジュウオウジャーVSニンニンジャー』 『スーパー戦隊最強バトル!!』 『ゼンカイジャー THE MOVIE』 『スーパーヒーロー戦記』 | ◎                    |
| 秘密戦隊ゴレンジャー | アオレンジャー           | 新命明               | 青 ■                 |                         | 『ジャッカー電撃隊VSゴレンジャー』 『タイムレンジャー』最終話 『ガオレンジャーVSスーパー戦隊』 『ゴーカイジャー』第1話 『ゴーカイジャー ゴセイジャー』 | ◇                    |
| 秘密戦隊ゴレンジャー | キレンジャー             | 大岩大太             | 黄 ■                 | 第1話 - 第54話 第67話 - | 『ジャッカー電撃隊VSゴレンジャー』 『タイムレンジャー』最終話 『ゴーカイジャー』第1話 | 【退任】 【復帰】    |
| 秘密戦隊ゴレンジャー | キレンジャー（2代目）    | 熊野大五郎           | 黄 ■                 | 第55話 - 第67話         | なし | 【後任】 【死亡】    |
| 秘密戦隊ゴレンジャー | モモレンジャー           | ペギー松山           | 桃 ■                 |                         | 『ジャッカー電撃隊VSゴレンジャー』 『タイムレンジャー』最終話 『ゴーカイジャー』第1話 | ☆                    |
| 秘密戦隊ゴレンジャー | ミドレンジャー           | 明日香健二           | 緑 ■                 |                         | 『ジャッカー電撃隊VSゴレンジャー』 『タイムレンジャー』最終話 『ゴーカイジャー』第1話 |                      |
| 秘密戦隊ゴレンジャー | モモレンジャー（替え玉） | 007 / 加藤陽子       | 桃 ■                 | 第37話、第58話          | なし | 【ゲスト】           |
| ジャッカー電撃隊     |                          |                      |                      |                         | |                      |
| ジャッカー電撃隊     | スペードエース           | 桜井五郎             | 赤 ■                 |                         | 『タイムレンジャー』最終話 『ガオレンジャーVSスーパー戦隊』 『ゴーカイジャー』第1話 『ジュウオウジャーVSニンニンジャー』 『ゼンカイジャー THE MOVIE』 『スーパーヒーロー戦記』 | ◎                    |
| ジャッカー電撃隊     | ダイヤジャック           | 東竜                 | 青 ■                 |                         | 『タイムレンジャー』最終話 『ゴーカイジャー』第1話 | ◇                    |
| ジャッカー電撃隊     | ハートクイン             | カレン水木           | 桃 ■                 |                         | 『タイムレンジャー』最終話 『ゴーカイジャー』第1話 | ☆                    |
| ジャッカー電撃隊     | クローバーキング         | 大地文太             | 緑 ■                 |                         | 『タイムレンジャー』最終話 『ゴーカイジャー』第1話 |                      |
| ジャッカー電撃隊     | ビッグワン               | 番場壮吉             | 白 □                 | 第23話 -                | 『タイムレンジャー』最終話 『ガオレンジャーVSスーパー戦隊』 『ゴーカイジャー』第1話 『ゴーカイジャー ゴセイジャー』 | 【追加】             |

### 『バトルフィーバー』 - 『ライブマン』
| 戦隊名                 | 戦士名                  | 変身者             | カラー            | 登場話            | ゲスト登場話 | 備考              |
| バトルフィーバーJ      | バトルフィーバーJ       | バトルフィーバーJ  | バトルフィーバーJ | バトルフィーバーJ | バトルフィーバーJ | バトルフィーバーJ |
| ---------------------- | ----------------------- | ------------------ | ----------------- | ----------------- | --- | ----------------- |
| バトルフィーバーJ      | バトルジャパン          | 伝正夫             | 赤 ■              |                   | 『ターボレンジャー』第1話 『タイムレンジャー』最終話 『ガオレンジャーVSスーパー戦隊』 『ゴーカイジャー』第1話 『ジュウオウジャーVSニンニンジャー』 『ゼンカイジャー THE MOVIE』 『スーパーヒーロー戦記』                                                          | ◎                 |
| バトルフィーバーJ      | バトルコサック          | 白石謙作           | 橙 ■              | 1話 - 33話        | 『タイムレンジャー』最終話 | ◇ 【死亡】        |
| バトルフィーバーJ      | バトルコサック（2代目） | 神誠               | 橙 ■              | 33話 -            | 『ターボレンジャー』第1話 『ゴーカイジャー』第1話 | ◇ 【後任】        |
| バトルフィーバーJ      | バトルフランス          | 志田京介           | 青 ■              |                   | 『ターボレンジャー』第1話 『タイムレンジャー』最終話 『ゴーカイジャー』第1話 |                   |
| バトルフィーバーJ      | バトルケニア            | 曙四郎             | 黒 ■ 緑 ■         |                   | 『ターボレンジャー』第1話 『タイムレンジャー』最終話 『ゴーカイジャー』第1話・第44話 『ゴーカイジャーVS宇宙刑事ギャバン』 |                   |
| バトルフィーバーJ      | ミスアメリカ            | ダイアン・マーチン | 桃 ■              | 1話 - 24話        | 『タイムレンジャー』最終話 | ☆ 【退任】        |
| バトルフィーバーJ      | ミスアメリカ（2代目）   | 汀マリア           | 桃 ■              | 24話 -            | 『ターボレンジャー』第1話 『ゴーカイジャー』第1話 | ☆ 【後任】        |
| 電子戦隊デンジマン     |                         |                    |                   |                   | |                   |
| 電子戦隊デンジマン     | デンジレッド            | 赤城一平           | 赤 ■              |                   | 『ターボレンジャー』第1話 『タイムレンジャー』最終話 『ガオレンジャーVSスーパー戦隊』 『ゴーカイジャー』第1話 『ジュウオウジャーVSニンニンジャー』 『ゼンカイジャー THE MOVIE』 『スーパーヒーロー戦記』                                                          | ◎                 |
| 電子戦隊デンジマン     | デンジブルー            | 青梅大五郎         | 青 ■              |                   | 『ターボレンジャー』第1話 『タイムレンジャー』最終話 『ゴーカイジャー』第1話 『ゴーカイジャー ゴセイジャー』 『ゴーカイジャーVS宇宙刑事ギャバン』 | ◇                 |
| 電子戦隊デンジマン     | デンジイエロー          | 黄山純             | 黄 ■              |                   | 『ターボレンジャー』第1話 『タイムレンジャー』最終話 『ゴーカイジャー』第1話 |                   |
| 電子戦隊デンジマン     | デンジグリーン          | 緑川達也           | 緑 ■              |                   | 『ターボレンジャー』第1話 『タイムレンジャー』最終話 『ゴーカイジャー』第1話 |                   |
| 電子戦隊デンジマン     | デンジピンク            | 桃井あきら         | 桃 ■              |                   | 『ターボレンジャー』第1話 『タイムレンジャー』最終話 『ゴーカイジャー』第1話 | ☆                 |
| 太陽戦隊サンバルカン   |                         |                    |                   |                   | |                   |
| 太陽戦隊サンバルカン   | バルイーグル            | 大鷲龍介           | 赤 ■              | 1話 - 23話        | なし | ◎ 【退任】        |
| 太陽戦隊サンバルカン   | バルイーグル（2代目）   | 飛羽高之           | 赤 ■              | 23話 -            | 『ターボレンジャー』第1話 『タイムレンジャー』最終話 『ガオレンジャーVSスーパー戦隊』 『ゴーカイジャー』第1話・第49話・第51話 『ジュウオウジャーVSニンニンジャー』 『ゼンカイジャー THE MOVIE』 『スーパーヒーロー戦記』                                          | ◎ 【後任】        |
| 太陽戦隊サンバルカン   | バルシャーク            | 鮫島欣也           | 青 ■              |                   | 『ターボレンジャー』第1話 『タイムレンジャー』最終話 『ゴーカイジャー』第1話 | ◇                 |
| 太陽戦隊サンバルカン   | バルパンサー            | 豹朝夫             | 黄 ■              |                   | 『ターボレンジャー』第1話 『タイムレンジャー』最終話 『ゴーカイジャー』第1話 |                   |
| なし                   | 白バラ仮面              | 嵐山美佐           | 白 □              | 第29話            | なし | ☆ 【ゲスト】      |
| 大戦隊ゴーグルファイブ |                         |                    |                   |                   | |                   |
| 大戦隊ゴーグルファイブ | ゴーグルレッド          | 赤間健一           | 赤 ■              |                   | 『ターボレンジャー』第1話 『タイムレンジャー』最終話 『ガオレンジャーVSスーパー戦隊』 『ゴーカイジャー』第1話 『ジュウオウジャーVSニンニンジャー』 『ゼンカイジャー THE MOVIE』 『スーパーヒーロー戦記』                                                          | ◎                 |
| 大戦隊ゴーグルファイブ | ゴーグルブラック        | 黒田官平           | 黒 ■              |                   | 『ターボレンジャー』第1話 『タイムレンジャー』最終話 『ゴーカイジャー』第1話 『ゴーカイジャー ゴセイジャー』 | ◇                 |
| 大戦隊ゴーグルファイブ | ゴーグルブルー          | 青山三郎           | 青 ■              |                   | 『ターボレンジャー』第1話 『タイムレンジャー』最終話 『ゴーカイジャー』第1話 |                   |
| 大戦隊ゴーグルファイブ | ゴーグルイエロー        | 黄島太             | 黄 ■              |                   | 『ターボレンジャー』第1話 『タイムレンジャー』最終話 『ゴーカイジャー』第1話 |                   |
| 大戦隊ゴーグルファイブ | ゴーグルピンク          | 桃園ミキ           | 桃 ■              |                   | 『ターボレンジャー』第1話 『タイムレンジャー』最終話 『ゴーカイジャー』第1話 | ☆                 |
| 科学戦隊ダイナマン     |                         |                    |                   |                   | |                   |
| 科学戦隊ダイナマン     | ダイナレッド            | 弾北斗             | 赤 ■              |                   | 『ターボレンジャー』第1話 『タイムレンジャー』最終話 『ガオレンジャーVSスーパー戦隊』 『ゴーカイジャー』第1話 『ジュウオウジャーVSニンニンジャー』 『ゼンカイジャー THE MOVIE』 『スーパーヒーロー戦記』                                                          | ◎                 |
| 科学戦隊ダイナマン     | ダイナブラック          | 星川竜             | 黒 ■              |                   | 『ターボレンジャー』第1話 『タイムレンジャー』最終話 『ゴーカイジャー』第1話 | ◇                 |
| 科学戦隊ダイナマン     | ダイナブルー            | 島洋介             | 青 ■              |                   | 『ターボレンジャー』第1話 『タイムレンジャー』最終話 『ゴーカイジャー』第1話 |                   |
| 科学戦隊ダイナマン     | ダイナイエロー          | 南郷耕作           | 黄 ■              |                   | 『ターボレンジャー』第1話 『タイムレンジャー』最終話 『ゴーカイジャー』第1話 |                   |
| 科学戦隊ダイナマン     | ダイナピンク            | 立花レイ           | 桃 ■              |                   | 『ターボレンジャー』第1話 『タイムレンジャー』最終話 『ゴーカイジャー』第1話 『ゴーカイジャー ゴセイジャー』 | ☆                 |
| なし                   | ダークナイト            | メギド王子         | 黒 ■              | 第42話            | なし | 【悪】 【死亡】   |
| 超電子バイオマン       |                         |                    |                   |                   | |                   |
| 超電子バイオマン       | レッドワン              | 郷史朗             | 赤 ■              |                   | 『ターボレンジャー』第1話 『タイムレンジャー』最終話 『ガオレンジャーVSスーパー戦隊』 『ゴーカイジャー』第1話 『ゴーカイジャー ゴセイジャー』 『スーパーヒーロー大戦』 『ジュウオウジャーVSニンニンジャー』 『ゼンカイジャー THE MOVIE』 『スーパーヒーロー戦記』 | ◎                 |
| 超電子バイオマン       | グリーンツー            | 高杉真吾           | 緑 ■              |                   | 『ターボレンジャー』第1話 『タイムレンジャー』最終話 『ゴーカイジャー』第1話 | ◇                 |
| 超電子バイオマン       | ブルースリー            | 南原竜太           | 青 ■              |                   | 『ターボレンジャー』第1話 『タイムレンジャー』最終話 『ゴーカイジャー』第1話 |                   |
| 超電子バイオマン       | イエローフォー          | 小泉ミカ           | 黄 ■              | 1話 - 10話        | 『アキバレンジャー痛』最終話 | ☆ ◇ 【死亡】      |
| 超電子バイオマン       | イエローフォー（2代目） | 矢吹ジュン         | 黄 ■              | 11話 -            | 『ターボレンジャー』第1話 『タイムレンジャー』最終話 『ゴーカイジャー』第1話 | ☆ 【後任】        |
| 超電子バイオマン       | ピンクファイブ          | 桂木ひかる         | 桃 ■              |                   | 『ターボレンジャー』第1話 『タイムレンジャー』最終話 『ゴーカイジャー』第1話 | ☆                 |
| なし                   | マグネ戦士              | 山守 正太          | 黒 ■              | 第36話            | なし | 【悪】 【ゲスト】 |
| なし                   | バイオハンター シルバ   | なし               | 銀 ■              | 第37話            | 『スーパーヒーロー大戦』 | 【悪】 【死亡】   |
| 電撃戦隊チェンジマン   |                         |                    |                   |                   | |                   |
| 電撃戦隊チェンジマン   | チェンジドラゴン        | 剣飛竜             | 赤 ■              |                   | 『ターボレンジャー』第1話 『タイムレンジャー』最終話 『ガオレンジャーVSスーパー戦隊』 『ゴーカイジャー』第1話 『ジュウオウジャーVSニンニンジャー』 『ゼンカイジャー THE MOVIE』 『スーパーヒーロー戦記』                                                          | ◎                 |
| 電撃戦隊チェンジマン   | チェンジグリフォン      | 疾風翔             | 黒 ■              |                   | 『ターボレンジャー』第1話 『タイムレンジャー』最終話 『ゴーカイジャー』第1話・第49話 | ◇                 |
| 電撃戦隊チェンジマン   | チェンジペガサス        | 大空勇馬           | 青 ■              |                   | 『ターボレンジャー』第1話 『タイムレンジャー』最終話 『ゴーカイジャー』第1話 |                   |
| 電撃戦隊チェンジマン   | チェンジマーメイド      | 渚さやか           | 白 □              |                   | 『ターボレンジャー』第1話 『タイムレンジャー』最終話 『ゴーカイジャー』第1話 | ☆                 |
| 電撃戦隊チェンジマン   | チェンジフェニックス    | 翼麻衣             | 桃 ■              |                   | 『ターボレンジャー』第1話 『タイムレンジャー』最終話 『ゴーカイジャー』第1話 | ☆                 |
| 超新星フラッシュマン   |                         |                    |                   |                   | |                   |
| 超新星フラッシュマン   | レッドフラッシュ        | ジン               | 赤 ■              |                   | 『ターボレンジャー』第1話 『タイムレンジャー』最終話 『ガオレンジャーVSスーパー戦隊』 『ゴーカイジャー』第1話 『ジュウオウジャーVSニンニンジャー』 『ゼンカイジャー THE MOVIE』 『スーパーヒーロー戦記』                                                          | ◎                 |
| 超新星フラッシュマン   | グリーンフラッシュ      | ダイ               | 緑 ■              |                   | 『ターボレンジャー』第1話 『タイムレンジャー』最終話 『ゴーカイジャー』第1話・第49話 | ◇                 |
| 超新星フラッシュマン   | ブルーフラッシュ        | ブン               | 青 ■              |                   | 『ターボレンジャー』第1話 『タイムレンジャー』最終話 『ゴーカイジャー』第1話 |                   |
| 超新星フラッシュマン   | イエローフラッシュ      | サラ               | 黄 ■              |                   | 『ターボレンジャー』第1話 『タイムレンジャー』最終話 『ゴーカイジャー』第1話 | ☆                 |
| 超新星フラッシュマン   | ピンクフラッシュ        | ルー               | 桃 ■              |                   | 『ターボレンジャー』第1話 『タイムレンジャー』最終話 『ゴーカイジャー』第1話 | ☆                 |
| 光戦隊マスクマン       |                         |                    |                   |                   | |                   |
| 光戦隊マスクマン       | レッドマスク            | タケル             | 赤 ■              |                   | 『ターボレンジャー』第1話 『タイムレンジャー』最終話 『ガオレンジャーVSスーパー戦隊』 『ゴーカイジャー』第1話 『ジュウオウジャーVSニンニンジャー』 『ゼンカイジャー THE MOVIE』 『スーパーヒーロー戦記』                                                          | ◎                 |
| 光戦隊マスクマン       | ブラックマスク          | ケンタ             | 黒 ■              |                   | 『ターボレンジャー』第1話 『タイムレンジャー』最終話 『ゴーカイジャー』第1話 | ◇                 |
| 光戦隊マスクマン       | ブルーマスク            | アキラ             | 青 ■              |                   | 『ターボレンジャー』第1話 『タイムレンジャー』最終話 『ゴーカイジャー』第1話・第49話 |                   |
| 光戦隊マスクマン       | イエローマスク          | ハルカ             | 黄 ■              |                   | 『ターボレンジャー』第1話 『タイムレンジャー』最終話 『ゴーカイジャー』第1話 | ☆                 |
| 光戦隊マスクマン       | ピンクマスク            | モモコ             | 桃 ■              |                   | 『ターボレンジャー』第1話 『タイムレンジャー』最終話 『ゴーカイジャー』第1話 | ☆                 |
| 光戦隊マスクマン       | X1マスク                | 飛鳥リョオ         | 緑 ■              | 第39話            | なし | 【ゲスト】        |
| 超獣戦隊ライブマン     |                         |                    |                   |                   | |                   |
| 超獣戦隊ライブマン     | レッドファルコン        | 天宮勇介           | 赤 ■              |                   | 『ターボレンジャー』第1話 『タイムレンジャー』最終話 『ガオレンジャーVSスーパー戦隊』 『ゴーカイジャー』第1話 『ジュウオウジャーVSニンニンジャー』 『ゼンカイジャー THE MOVIE』 『スーパーヒーロー戦記』                                                          | ◎                 |
| 超獣戦隊ライブマン     | イエローライオン        | 大原丈             | 黄 ■              |                   | 『ターボレンジャー』第1話 『タイムレンジャー』最終話 『ゴーカイジャー』第1話・第30話 | ◇                 |
| 超獣戦隊ライブマン     | ブルードルフィン        | 岬めぐみ           | 青 ■              |                   | 『ターボレンジャー』第1話 『タイムレンジャー』最終話 『ゴーカイジャー』第1話 | ☆                 |
| 超獣戦隊ライブマン     | ブラックバイソン        | 矢野鉄也           | 黒 ■              | 第30話 -          | 『ターボレンジャー』第1話 『タイムレンジャー』最終話 『ゴーカイジャー』第1話 | 【追加】          |
| 超獣戦隊ライブマン     | グリーンサイ            | 相川純一           | 緑 ■              | 第30話 -          | 『ターボレンジャー』第1話 『タイムレンジャー』最終話 『ゴーカイジャー』第1話 | 【追加】          |

### 『ターボレンジャー』 - 『カクレンジャー』
| 戦隊名                   | 戦士名                   | 派生形態                   | 変身者                   | カラー                   | 登場話                   | ゲスト登場話 | 備考                       |
| 高速戦隊ターボレンジャー | 高速戦隊ターボレンジャー | 高速戦隊ターボレンジャー   | 高速戦隊ターボレンジャー | 高速戦隊ターボレンジャー | 高速戦隊ターボレンジャー | 高速戦隊ターボレンジャー | 高速戦隊ターボレンジャー   |
| ------------------------ | ------------------------ | -------------------------- | ------------------------ | ------------------------ | ------------------------ | --- | -------------------------- |
| 高速戦隊ターボレンジャー | レッドターボ             | なし                       | 炎力                     | 赤 ■                     |                          | 『タイムレンジャー』最終話 『ガオレンジャーVSスーパー戦隊』 『ゴーカイジャー』第1話 『ゴーカイジャー ゴセイジャー』 『ジュウオウジャーVSニンニンジャー』 『ゼンカイジャー THE MOVIE』 『スーパーヒーロー戦記』                                                                                           | ◎                          |
| 高速戦隊ターボレンジャー | ブラックターボ           | なし                       | 山形大地                 | 黒 ■                     |                          | 『タイムレンジャー』最終話 『ゴーカイジャー』第1話 | ◇                          |
| 高速戦隊ターボレンジャー | ブルーターボ             | なし                       | 浜洋平                   | 青 ■                     |                          | 『タイムレンジャー』最終話 『ゴーカイジャー』第1話 |                            |
| 高速戦隊ターボレンジャー | イエローターボ           | なし                       | 日野俊介                 | 黄 ■                     |                          | 『タイムレンジャー』最終話 『ゴーカイジャー』第1話 |                            |
| 高速戦隊ターボレンジャー | ピンクターボ             | なし                       | 森川はるな               | 桃 ■                     |                          | 『タイムレンジャー』最終話 『ゴーカイジャー』第1話 | ☆                          |
| 高速戦隊ターボレンジャー | ブルーターボ（番外）     | なし                       | 山田健一                 | 青 ■                     | 第43話                   | なし | 【ゲスト】                 |
| 地球戦隊ファイブマン     |                          |                            |                          |                          |                          | |                            |
| 地球戦隊ファイブマン     | ファイブレッド           | テクターファイブレッド     | 星川学                   | 赤 ■                     |                          | 『スーパー戦隊ワールド』 『タイムレンジャー』最終話 『ガオレンジャーVSスーパー戦隊』 『ゴーカイジャー』第1話 『ジュウオウジャーVSニンニンジャー』 『ゼンカイジャー THE MOVIE』 『スーパーヒーロー戦記』                                                                                                  | ◎                          |
| 地球戦隊ファイブマン     | ファイブブルー           | テクターファイブブルー     | 星川健                   | 青 ■                     |                          | 『スーパー戦隊ワールド』 『タイムレンジャー』最終話 『ゴーカイジャー』第1話 | ◇                          |
| 地球戦隊ファイブマン     | ファイブブラック         | テクターファイブブラック   | 星川文矢                 | 黒 ■                     |                          | 『スーパー戦隊ワールド』 『タイムレンジャー』最終話 『ゴーカイジャー』第1話 |                            |
| 地球戦隊ファイブマン     | ファイブピンク           | テクターファイブピンク     | 星川数美                 | 桃 ■                     |                          | 『スーパー戦隊ワールド』 『タイムレンジャー』最終話 『ゴーカイジャー』第1話 | ☆                          |
| 地球戦隊ファイブマン     | ファイブイエロー         | テクターファイブイエロー   | 星川レミ                 | 黄 ■                     |                          | 『スーパー戦隊ワールド』 『タイムレンジャー』最終話 『ゴーカイジャー』第1話・第49話・第51話 | ☆                          |
| 銀河戦隊ギンガマン       | ギンガレッド             | なし                       | バイカン星人             | 赤 ■                     | 第9話 - 第47話           | なし | 【悪】                     |
| 銀河戦隊ギンガマン       | ギンガブルー             | なし                       | モノメ星人               | 青 ■                     | 第9話 - 第47話           | なし | 【悪】                     |
| 銀河戦隊ギンガマン       | ギンガブラック           | なし                       | グラチス星人             | 黒 ■                     | 第9話 - 第47話           | なし | 【悪】                     |
| 銀河戦隊ギンガマン       | ギンガピンク             | なし                       | フジミン星人             | 桃 ■                     | 第9話 - 第47話           | なし | 【悪】 ☆                   |
| 銀河戦隊ギンガマン       | ギンガイエロー           | なし                       | グリンカ星人             | 黄 ■                     | 第9話 - 第47話           | なし | 【悪】 ☆                   |
| 鳥人戦隊ジェットマン     |                          |                            |                          |                          |                          | |                            |
| 鳥人戦隊ジェットマン     | レッドホーク             | なし                       | 天堂竜                   | 赤 ■                     |                          | 『スーパー戦隊ワールド』 『タイムレンジャー』最終話 『ガオレンジャーVSスーパー戦隊』 『ゴーカイジャー』第1話 『アキバレンジャー』第6話 『アキバレンジャー痛』第1話 『ジュウオウジャーVSニンニンジャー』 『ゼンカイジャー THE MOVIE』 『スーパーヒーロー戦記』                                            | ◎                          |
| 鳥人戦隊ジェットマン     | ホワイトスワン           | なし                       | 鹿鳴館香                 | 白 □                     |                          | 『スーパー戦隊ワールド』 『タイムレンジャー』最終話 『ゴーカイジャー』第1話 『アキバレンジャー痛』第1話 | ☆                          |
| 鳥人戦隊ジェットマン     | イエローオウル           | なし                       | 大石雷太                 | 黄 ■                     |                          | 『スーパー戦隊ワールド』 『タイムレンジャー』最終話 『ゴーカイジャー』第1話 『アキバレンジャー痛』第1話 |                            |
| 鳥人戦隊ジェットマン     | ブルースワロー           | なし                       | 早坂アコ                 | 青 ■                     | 第2話 - 最終話           | 『スーパー戦隊ワールド』 『タイムレンジャー』最終話 『ゴーカイジャー』第1話 『アキバレンジャー痛』第1話 | ☆                          |
| 鳥人戦隊ジェットマン     | ブラックコンドル         | なし                       | 結城凱                   | 黒 ■                     | 第2話 - 最終話           | 『スーパー戦隊ワールド』 『タイムレンジャー』最終話 『ゴーカイジャー』第1話・第28話 『アキバレンジャー痛』第1話 | ◇ 【死亡】                 |
| 鳥人戦隊ジェットマン     | グリーンイーグル         | なし                       | ジェフリィ・剣崎         | 緑 ■                     | 漫画版                   | なし | 【追加】                   |
| 裏次元ディメンシア人     | 鳥人ダン                 | なし                       | ダン                     | 青 ■                     | 第23話 - 第24話          | なし | 【ゲスト】                 |
| 裏次元ディメンシア人     | なし                     | なし                       | レイ                     | 青 □                     | 第23話 - 第24話          | なし | 【ゲスト】                 |
| 裏次元ディメンシア人     | なし                     | なし                       | カンナ                   | 青 □                     | 第23話 - 第24話          | なし | ☆ 【ゲスト】               |
| ネオジェットマン         | J1                       | なし                       | なし                     | 黒 ■                     | 第40話 - 第41話          | なし | 【ゲスト】                 |
| ネオジェットマン         | J2                       | なし                       | なし                     | 黒 ■                     | 第40話 - 第41話          | なし | 【ゲスト】                 |
| ネオジェットマン         | J3                       | なし                       | なし                     | 黒 ■                     | 第40話 - 第41話          | なし | 【ゲスト】                 |
| ネオジェットマン         | J4                       | なし                       | なし                     | 黒 ■                     | 第40話 - 第41話          | なし | 【ゲスト】                 |
| ネオジェットマン         | J5                       | なし                       | なし                     | 黒 ■                     | 第40話 - 第41話          | なし | ☆ 【ゲスト】               |
| 恐竜戦隊ジュウレンジャー |                          |                            |                          |                          |                          | |                            |
| 恐竜戦隊ジュウレンジャー | ティラノレンジャー       | アームドティラノレンジャー | ゲキ                     | 赤 ■                     |                          | 『スーパー戦隊ワールド』 『タイムレンジャー』最終話 『ガオレンジャーVSスーパー戦隊』 『ゴーカイジャー』第1話 『アキバレンジャー痛』第5話 『キョウリュウジャーVSゴーバスターズ』 『ジュウオウジャーVSニンニンジャー』 『ゼンカイジャー THE MOVIE』 『スーパーヒーロー戦記』                               | ◎                          |
| 恐竜戦隊ジュウレンジャー | マンモスレンジャー       | なし                       | ゴウシ                   | 黒 ■                     |                          | 『スーパー戦隊ワールド』 『タイムレンジャー』最終話 『ゴーカイジャー』第1話・第50話・第51話 『キョウリュウジャーVSゴーバスターズ』 | ◇                          |
| 恐竜戦隊ジュウレンジャー | トリケラレンジャー       | なし                       | ダン                     | 青 ■                     |                          | 『スーパー戦隊ワールド』 『タイムレンジャー』最終話 『ゴーカイジャー』第1話 『キョウリュウジャーVSゴーバスターズ』 |                            |
| 恐竜戦隊ジュウレンジャー | タイガーレンジャー       | なし                       | ボーイ                   | 黄 ■                     |                          | 『スーパー戦隊ワールド』 『タイムレンジャー』最終話 『ゴーカイジャー』第1話 『キョウリュウジャーVSゴーバスターズ』 |                            |
| 恐竜戦隊ジュウレンジャー | プテラレンジャー         | なし                       | メイ                     | 桃 ■                     |                          | 『スーパー戦隊ワールド』 『タイムレンジャー』最終話 『ゴーカイジャー』第1話 『キョウリュウジャーVSゴーバスターズ』 | ☆                          |
| 恐竜戦隊ジュウレンジャー | ドラゴンレンジャー       | なし                       | ブライ                   | 緑 ■                     | 第17話 - 第42話          | 『ゴーカイジャー』第1話・第18話 『アキバレンジャー痛』第5話 | 【悪】 ↓ 【追加】 【死亡】 |
| 五星戦隊ダイレンジャー   |                          |                            |                          |                          |                          | |                            |
| 五星戦隊ダイレンジャー   | リュウレンジャー         | なし                       | 天火星・亮               | 赤 ■                     |                          | 『スーパー戦隊ワールド』 『タイムレンジャー』最終話 『ガオレンジャーVSスーパー戦隊』 『ゴーカイジャー』第1話・第33話 『ゴーカイジャー ゴセイジャー』 『アキバレンジャー痛』第3話 『ジュウオウジャーVSニンニンジャー』 『スーパー戦隊最強バトル!!』 『ゼンカイジャー THE MOVIE』 『スーパーヒーロー戦記』 | ◎                          |
| 五星戦隊ダイレンジャー   | シシレンジャー           | なし                       | 天幻星・大五             | 緑 ■                     |                          | 『スーパー戦隊ワールド』 『タイムレンジャー』最終話 『ゴーカイジャー』第1話 | ◇                          |
| 五星戦隊ダイレンジャー   | テンマレンジャー         | なし                       | 天重星・将児             | 青 ■                     |                          | 『スーパー戦隊ワールド』 『タイムレンジャー』最終話 『ゴーカイジャー』第1話・第51話 |                            |
| 五星戦隊ダイレンジャー   | キリンレンジャー         | なし                       | 天時星・知               | 黄 ■                     |                          | 『スーパー戦隊ワールド』 『タイムレンジャー』最終話 『ゴーカイジャー』第1話・第51話 |                            |
| 五星戦隊ダイレンジャー   | ホウオウレンジャー       | なし                       | 天風星・リン             | 桃 ■                     |                          | 『スーパー戦隊ワールド』 『タイムレンジャー』最終話 『ゴーカイジャー』第1話 | ☆                          |
| 五星戦隊ダイレンジャー   | キバレンジャー           | なし                       | 吼新星・コウ             | 白 □                     | 第17話 -                 | 『ゴーカイジャー』第1話 『アキバレンジャー痛』第2話・第3話 | 【追加】                   |
| 五星戦隊ダイレンジャー   | 超気伝獣ダイムゲン       | 超気伝武人ダイムゲン       | 亀夫                     | 緑 ■                     | 第31話 -                 | なし | ★ ▼ 【番外】               |
| 忍者戦隊カクレンジャー   |                          |                            |                          |                          |                          | |                            |
| 忍者戦隊カクレンジャー   | ニンジャレッド           | なし                       | サスケ                   | 赤 ■                     |                          | 『スーパー戦隊ワールド』 『オーレンジャーVSカクレンジャー』 『タイムレンジャー』最終話 『ガオレンジャーVSスーパー戦隊』 『ゴーカイジャー』第1話 『ゴーカイジャー ゴセイジャー』 『ニンニンジャー』第7話 『ジュウオウジャーVSニンニンジャー』 『ゼンカイジャー THE MOVIE』 『スーパーヒーロー戦記』       | ◇                          |
| 忍者戦隊カクレンジャー   | ニンジャホワイト         | なし                       | 鶴姫                     | 白 □                     |                          | 『スーパー戦隊ワールド』 『オーレンジャーVSカクレンジャー』 『タイムレンジャー』最終話 『ゴーカイジャー』第1話・第45話 『スーパー戦隊最強バトル!!』 『ゼンカイレッド大紹介!』 | ☆ ◎                        |
| 忍者戦隊カクレンジャー   | ニンジャブルー           | なし                       | サイゾウ                 | 青 ■                     |                          | 『スーパー戦隊ワールド』 『オーレンジャーVSカクレンジャー』 『タイムレンジャー』最終話 『ゴーカイジャー』第1話 |                            |
| 忍者戦隊カクレンジャー   | ニンジャイエロー         | なし                       | セイカイ                 | 黄 ■                     | 2話 - 最終話             | 『スーパー戦隊ワールド』 『オーレンジャーVSカクレンジャー』 『タイムレンジャー』最終話 『ゴーカイジャー』第1話 |                            |
| 忍者戦隊カクレンジャー   | ニンジャブラック         | なし                       | ジライヤ                 | 黒 ■                     | 3話 - 最終話             | 『スーパー戦隊ワールド』 『オーレンジャーVSカクレンジャー』 『タイムレンジャー』最終話 『ゴーカイジャー』第1話 |                            |
| 忍者戦隊カクレンジャー   | ニンジャマン             | サムライマン               | なし                     | 紺 ■                     | 第36話 -                 | 『ゴーカイジャー』第45話・第46話 | ▼ 【番外】                 |
| 花のくノ一組             | サクラ                   | なし                       | 猫                       | 桃 ■                     | 第15話 -                 | なし | ◎ ☆ 【悪】                 |
| 花のくノ一組             | アヤメ                   | なし                       | 猫                       | 青 ■                     | 第15話 -                 | なし | ◎ ☆ 【悪】                 |
| 花のくノ一組             | スイレン                 | なし                       | 猫                       | 緑 ■                     | 第15話 -                 | なし | ☆ 【悪】                   |
| 花のくノ一組             | ユリ                     | なし                       | 猫                       | 橙 ■                     | 第15話 -                 | なし | ☆ 【悪】                   |
| 花のくノ一組             | ラン                     | なし                       | 猫                       | 紫 ■                     | 第15話 -                 | なし | ☆ 【悪】                   |

### 『オーレンジャー』 - 『タイムレンジャー』
| 戦隊名                   | 戦士名                                          | 派生形態               | 変身者・正体             | カラー                 | 登場話                                       | ゲスト登場話 | 備考                   |
| 超力戦隊オーレンジャー   | 超力戦隊オーレンジャー                          | 超力戦隊オーレンジャー | 超力戦隊オーレンジャー   | 超力戦隊オーレンジャー | 超力戦隊オーレンジャー                       | 超力戦隊オーレンジャー | 超力戦隊オーレンジャー |
| ------------------------ | ----------------------------------------------- | ---------------------- | ------------------------ | ---------------------- | -------------------------------------------- | --- | ---------------------- |
| 超力戦隊オーレンジャー   | オーレッド                                      | なし                   | 星野吾郎                 | 赤 ■                   |                                              | 『カーレンジャーVSオーレンジャー』 『タイムレンジャー』最終話 『ガオレンジャーVSスーパー戦隊』 『ゴーカイジャー』第1話・第31-32話 『ジュウオウジャーVSニンニンジャー』 『ゼンカイジャー THE MOVIE』 『スーパーヒーロー戦記』 | ◎                      |
| 超力戦隊オーレンジャー   | オーグリーン                                    | なし                   | 四日市昌平               | 緑 ■                   | 第2話 - 最終話                               | 『カーレンジャーVSオーレンジャー』 『タイムレンジャー』最終話 『ゴーカイジャー』第1話 | ◇                      |
| 超力戦隊オーレンジャー   | オーブルー                                      | なし                   | 三田裕司                 | 青 ■                   | 第2話 - 最終話                               | 『カーレンジャーVSオーレンジャー』 『タイムレンジャー』最終話 『ゴーカイジャー』第1話 |                        |
| 超力戦隊オーレンジャー   | オーイエロー                                    | なし                   | 二条樹里                 | 黄 ■                   | 第2話 - 最終話                               | 『カーレンジャーVSオーレンジャー』 『タイムレンジャー』最終話 『ゴーカイジャー』第1話 | ☆                      |
| 超力戦隊オーレンジャー   | オーピンク                                      | なし                   | 丸尾桃                   | 桃 ■                   | 第2話 - 最終話                               | 『カーレンジャーVSオーレンジャー』 『タイムレンジャー』最終話 『ゴーカイジャー』第1話・第31-32話 | ☆                      |
| 超力戦隊オーレンジャー   | キングレンジャー                                | なし                   | リキ                     | 黒 ■                   | 26話 -                                       | 『ゴーカイジャー』第1話 『キングオージャー IN SPACE』 | 【追加】               |
| なし                     | ガンマジン                                      | なし                   | 不明                     | 紺 ■                   | 37話 -                                       | なし | ★ ▼ 【番外】           |
| 激走戦隊カーレンジャー   |                                                 |                        |                          |                        |                                              | |                        |
| 激走戦隊カーレンジャー   | レッドレーサー                                  | なし                   | 陣内恭介                 | 赤 ■                   |                                              | 『メガレンジャーVSカーレンジャー』 『タイムレンジャー』最終話 『ガオレンジャーVSスーパー戦隊』 『ゴーカイジャー』第1話・第14話 『ジュウオウジャーVSニンニンジャー』 『ゼンカイジャー THE MOVIE』 『スーパーヒーロー戦記』    | ◎                      |
| 激走戦隊カーレンジャー   | ブルーレーサー                                  | なし                   | 土門直樹                 | 青 ■                   |                                              | 『メガレンジャーVSカーレンジャー』 『タイムレンジャー』最終話 『ゴーカイジャー』第1話 |                        |
| 激走戦隊カーレンジャー   | グリーンレーサー                                | なし                   | 上杉実                   | 緑 ■                   |                                              | 『メガレンジャーVSカーレンジャー』 『タイムレンジャー』最終話 『ゴーカイジャー』第1話 | ◇                      |
| 激走戦隊カーレンジャー   | イエローレーサー                                | なし                   | 志乃原菜摘               | 黄 ■                   |                                              | 『メガレンジャーVSカーレンジャー』 『タイムレンジャー』最終話 『ゴーカイジャー』第1話 | ☆                      |
| 激走戦隊カーレンジャー   | ピンクレーサー                                  | なし                   | 八神洋子                 | 桃 ■                   |                                              | 『メガレンジャーVSカーレンジャー』 『タイムレンジャー』最終話 『ゴーカイジャー』第1話 | ☆                      |
| 宇宙警察                 | シグナルマン （シグナルマン・ポリス・コバーン） | なし                   | なし                     | 青 ■白 □               | 第12話 -                                     | 『ゴーカイジャー ゴセイジャー』 『ゴーカイジャー』第51話 | 【番外】               |
| 激走戦隊カーレンジャー   | ホワイトレーサー                                | なし                   | ラジエッタ・ファンベルト | 白 □                   | 第25話・第34話・第45話                       | なし | ☆ 【ゲスト】           |
| 激走戦隊カーレンジャー   | VRVマスター                                     | なし                   | ダップの父               | 黒 ■                   | 第30話 -                                     | なし | 【番外】               |
| 暴走戦隊ゾクレンジャー   | ゾクレッド                                      | なし                   | SS（スースー）パマーン   | 赤 ■                   | 第25話                                       | なし | 【悪】                 |
| 暴走戦隊ゾクレンジャー   | ゾクブルー                                      | なし                   | ゴリラゴロツキ           | 青 ■                   | 第25話                                       | なし | 【悪】                 |
| 暴走戦隊ゾクレンジャー   | ゾクグリーン                                    | なし                   | カエルゴロツキ           | 緑 ■                   | 第25話                                       | なし | 【悪】                 |
| 暴走戦隊ゾクレンジャー   | ゾクイエロー                                    | なし                   | ニワトリゴロツキ         | 黄 ■                   | 第25話                                       | なし | ☆ 【悪】               |
| 暴走戦隊ゾクレンジャー   | ゾクピンク                                      | なし                   | ネコゴロツキ             | 桃 ■                   | 第25話                                       | なし | ☆ 【悪】               |
| 電磁戦隊メガレンジャー   |                                                 |                        |                          |                        |                                              | |                        |
| 電磁戦隊メガレンジャー   | メガレッド                                      | テクターメガレッド     | 伊達健太                 | 赤 ■                   |                                              | 『ギンガマンVSメガレンジャー』 『タイムレンジャー』最終話 『ガオレンジャーVSスーパー戦隊』 『ゴーカイジャー』第1話・第39話 『ジュウオウジャーVSニンニンジャー』 『ゼンカイジャー THE MOVIE』 『スーパーヒーロー戦記』        |                        |
| 電磁戦隊メガレンジャー   | メガブラック                                    | テクターメガブラック   | 遠藤耕一郎               | 黒 ■                   |                                              | 『ギンガマンVSメガレンジャー』 『タイムレンジャー』最終話 『ゴーカイジャー』第1話 | ◎                      |
| 電磁戦隊メガレンジャー   | メガブルー                                      | テクターメガブルー     | 並樹瞬                   | 青 ■                   |                                              | 『ギンガマンVSメガレンジャー』 『タイムレンジャー』最終話 『ゴーカイジャー』第1話 |                        |
| 電磁戦隊メガレンジャー   | メガイエロー                                    | テクターメガイエロー   | 城ヶ崎千里               | 黄 ■                   |                                              | 『ギンガマンVSメガレンジャー』 『タイムレンジャー』最終話 『ゴーカイジャー』第1話 | ☆ ◇                    |
| 電磁戦隊メガレンジャー   | メガピンク                                      | テクターメガピンク     | 今村みく                 | 桃 ■                   |                                              | 『ギンガマンVSメガレンジャー』 『タイムレンジャー』最終話 『ガオレンジャーVSスーパー戦隊』 『ゴーカイジャー』第1話 | ☆                      |
| 電磁戦隊メガレンジャー   | メガシルバー                                    | なし                   | 早川裕作                 | 銀 ■                   | 第24話 -                                     | 『ゴーカイジャー』第1話 | 【追加】               |
| 邪電戦隊ネジレンジャー   | ネジレッド                                      | なし                   | ネジファントム           | 赤 ■                   | 第38話 - 第43話・第47話 - 第48話             | なし | 【悪】                 |
| 邪電戦隊ネジレンジャー   | ネジブラック                                    | なし                   | ネジヴァルガー           | 黒 ■                   | 第38話 - 第43話・第47話 - 第48話             | なし | 【悪】                 |
| 邪電戦隊ネジレンジャー   | ネジブルー                                      | なし                   | ネジビザール             | 青 ■                   | 第38話 - 第41話・第47話 - 第48話             | なし | 【悪】                 |
| 邪電戦隊ネジレンジャー   | ネジイエロー                                    | なし                   | ネジソフィア             | 黄 ■                   | 第38話 - 第43話・第47話 - 第48話             | なし | ☆ 【悪】               |
| 邪電戦隊ネジレンジャー   | ネジピンク                                      | なし                   | ネジジェラス             | 桃 ■                   | 第38話 - 第40話・第47話 - 第48話             | なし | ☆ 【悪】               |
| 星獣戦隊ギンガマン       |                                                 |                        |                          |                        |                                              | |                        |
| 星獣戦隊ギンガマン       | ギンガレッド                                    | 獣装光ギンガレッド     | リョウマ                 | 赤 ■                   |                                              | 『ゴーゴーファイブVSギンガマン』 『タイムレンジャー』最終話 『ガオレンジャーVSスーパー戦隊』 『ゴーカイジャー』第1話・第20話 『ジュウオウジャーVSニンニンジャー』 『ゼンカイジャー THE MOVIE』 『スーパーヒーロー戦記』      | ◎                      |
| 星獣戦隊ギンガマン       | ギンガグリーン                                  | 獣装光ギンガグリーン   | ハヤテ                   | 緑 ■                   |                                              | 『ゴーゴーファイブVSギンガマン』 『タイムレンジャー』最終話 『ゴーカイジャー』第1話 『スーパー戦隊最強バトル!!』 | ◇                      |
| 星獣戦隊ギンガマン       | ギンガブルー                                    | 獣装光ギンガブルー     | ゴウキ                   | 青 ■                   |                                              | 『ゴーゴーファイブVSギンガマン』 『タイムレンジャー』最終話 『ガオレンジャーVSスーパー戦隊』 『ゴーカイジャー』第1話 |                        |
| 星獣戦隊ギンガマン       | ギンガイエロー                                  | 獣装光ギンガイエロー   | ヒカル                   | 黄 ■                   |                                              | 『ゴーゴーファイブVSギンガマン』 『タイムレンジャー』最終話 『ゴーカイジャー』第1話 |                        |
| 星獣戦隊ギンガマン       | ギンガピンク                                    | 獣装光ギンガピンク     | サヤ                     | 桃 ■                   |                                              | 『ゴーゴーファイブVSギンガマン』 『タイムレンジャー』最終話 『ゴーカイジャー』第1話 | ☆                      |
| 星獣戦隊ギンガマン       | 黒騎士ヒュウガ                                  | 重騎士ヒュウガ         | ヒュウガ                 | 黒 ■ 赤 ■              | 第26話 -                                     | 『ゴーゴーファイブVSギンガマン』 『ゴーカイジャー』第1話・第20話 『ゴーカイジャー ゴセイジャー』 | ▼ 【番外】             |
| なし                     | 黒騎士ブルブラック                              | 重騎士ブルブラック     | なし                     | 黒 ■ 赤 ■              | 第18話 - 第25話                              | なし | ▼ 【番外】             |
| 救急戦隊ゴーゴーファイブ |                                                 |                        |                          |                        |                                              | |                        |
| 救急戦隊ゴーゴーファイブ | ゴーレッド                                      | なし                   | 巽マトイ （巽纏）        | 赤 ■                   |                                              | 『タイムレンジャーVSゴーゴーファイブ』 『タイムレンジャー』最終話 『ガオレンジャーVSスーパー戦隊』 『ゴーカイジャー』第1話 『ジュウオウジャーVSニンニンジャー』 『ゼンカイジャー THE MOVIE』 『スーパーヒーロー戦記』        | ◎                      |
| 救急戦隊ゴーゴーファイブ | ゴーブルー                                      | なし                   | 巽ナガレ （巽流水）      | 青 ■                   |                                              | 『タイムレンジャーVSゴーゴーファイブ』 『タイムレンジャー』最終話 『ゴーカイジャー』第1話 | ◇                      |
| 救急戦隊ゴーゴーファイブ | ゴーグリーン                                    | なし                   | 巽ショウ （巽鐘）        | 緑 ■                   |                                              | 『タイムレンジャーVSゴーゴーファイブ』 『タイムレンジャー』最終話 『ゴーカイジャー』第1話・第51話 |                        |
| 救急戦隊ゴーゴーファイブ | ゴーイエロー                                    | なし                   | 巽ダイモン （巽大門）    | 黄 ■                   |                                              | 『タイムレンジャーVSゴーゴーファイブ』 『タイムレンジャー』最終話 『ガオレンジャーVSスーパー戦隊』 『ゴーカイジャー』第1話                                                                                                   |                        |
| 救急戦隊ゴーゴーファイブ | ゴーピンク                                      | なし                   | 巽マツリ （巽祭）        | 桃 ■                   |                                              | 『タイムレンジャーVSゴーゴーファイブ』 『タイムレンジャー』最終話 『ゴーカイジャー』第1話・第23話 | ☆                      |
| なし                     | 装甲ジーク                                      | なし                   | 獣魔ハンタージーク       | 金 ■                   | 『ゴーゴーファイブ 新たなる超戦士』          | なし | 【ゲスト】 【死亡】    |
| なし                     | ジークジェンヌ                                  | なし                   | 速瀬京子                 | 金 ■                   | 『ゴーゴーファイブ 新たなる超戦士』          | なし | ☆ 【後任】 【ゲスト】  |
| 未来戦隊タイムレンジャー |                                                 |                        |                          |                        |                                              | |                        |
| 未来戦隊タイムレンジャー | タイムレッド                                    | なし                   | 浅見竜也                 | 赤 ■                   |                                              | 『ガオレンジャーVSスーパー戦隊』 『ゴーカイジャー』第1話 『ジュウオウジャーVSニンニンジャー』 『ゼンカイジャー THE MOVIE』 『スーパーヒーロー戦記』                                                                          | ◇                      |
| 未来戦隊タイムレンジャー | タイムピンク                                    | なし                   | ユウリ                   | 桃 ■                   |                                              | 『ゴーカイジャー』第1話 | ☆ ◎                    |
| 未来戦隊タイムレンジャー | タイムブルー                                    | なし                   | アヤセ （綾瀬慎之助）    | 青 ■                   |                                              | 『ゴーカイジャー』第1話 |                        |
| 未来戦隊タイムレンジャー | タイムイエロー                                  | なし                   | ドモン （土門太郎）      | 黄 ■                   |                                              | 『ゴーカイジャー』第1話・第40話 |                        |
| 未来戦隊タイムレンジャー | タイムグリーン                                  | なし                   | シオン                   | 緑 ■                   |                                              | 『ゴーカイジャー』第1話 |                        |
| 未来戦隊タイムレンジャー | タイムファイヤー                                | なし                   | 滝沢直人                 | 赤 ■                   | 第29話 - 第49話                              | 『ゴーカイジャー』第1話・第18話 『アキバレンジャー痛』最終話 | 【追加】 【死亡】      |
| 未来戦隊タイムレンジャー | タイムレッド タイムファイヤー                   | なし                   | リュウヤ                 | 赤 ■                   | 第43話（レッド）、第50話（ファイヤー・回想） | なし | 【ゲスト】 【死亡】    |

### 『ガオレンジャー』 - 『ボウケンジャー』
- 以降の節も含め、戦士名の下にカッコ付きで付記されている語句は作中でのキャッチフレーズ、もしくは二つ名となる。

| 戦隊名                   | 戦士名                                                | 派生形態                                                                             | 変身者・正体                             | カラー                 | 登場話                                 | ゲスト登場話 | 備考                           |
| 百獣戦隊ガオレンジャー   | 百獣戦隊ガオレンジャー                                | 百獣戦隊ガオレンジャー                                                               | 百獣戦隊ガオレンジャー                   | 百獣戦隊ガオレンジャー | 百獣戦隊ガオレンジャー                 | 百獣戦隊ガオレンジャー | 百獣戦隊ガオレンジャー         |
| ------------------------ | ----------------------------------------------------- | ------------------------------------------------------------------------------------ | ---------------------------------------- | ---------------------- | -------------------------------------- | --- | ------------------------------ |
| 百獣戦隊ガオレンジャー   | ガオレッド （灼熱の獅子）                             | なし                                                                                 | 獅子走                                   | 赤 ■                   |                                        | 『ハリケンジャーVSガオレンジャー』 『ゴーカイジャー』第1話・第9話 『ジュウオウジャーVSニンニンジャー』 『スーパー戦隊最強バトル!!』 『ゼンカイジャー THE MOVIE』 『スーパーヒーロー戦記』 | ◎                              |
| 百獣戦隊ガオレンジャー   | ガオイエロー （孤高の荒鷹）                           | なし                                                                                 | 鷲尾岳                                   | 黄 ■                   |                                        | 『ハリケンジャーVSガオレンジャー』 『ゴーカイジャー』第1話 | ◇                              |
| 百獣戦隊ガオレンジャー   | ガオブルー （怒濤の鮫）                               | なし                                                                                 | 鮫津海                                   | 青 ■                   |                                        | 『ハリケンジャーVSガオレンジャー』 『ゴーカイジャー』第1話 |                                |
| 百獣戦隊ガオレンジャー   | ガオブラック （鋼の猛牛）                             | なし                                                                                 | 牛込草太郎                               | 黒 ■                   |                                        | 『ハリケンジャーVSガオレンジャー』 『ゴーカイジャー』第1話 |                                |
| 百獣戦隊ガオレンジャー   | ガオホワイト （麗しの白虎）                           | なし                                                                                 | 大河冴                                   | 白 □                   |                                        | 『ハリケンジャーVSガオレンジャー』 『ゴーカイジャー』第1話 | ☆                              |
| 百獣戦隊ガオレンジャー   | ガオシルバー （閃烈の銀狼）                           | なし                                                                                 | 大神月麿 （シロガネ）                    | 銀 ■                   | 第24話 -                               | 『ハリケンジャーVSガオレンジャー』 『ゴーカイジャー』第1話 | 【追加】 【先代】              |
| なし                     | デュークオルグ・ロウキ（狼鬼）                        | なし                                                                                 | シロガネ （大神月麿）                    | 茶 ■                   | 第15話 - 23話・第30話                  | なし | 【悪】                         |
| 忍風戦隊ハリケンジャー   |                                                       |                                                                                      |                                          |                        |                                        | |                                |
| 忍風戦隊ハリケンジャー   | ハリケンレッド （空忍）                               | ハリケンダーク                                                                       | 椎名鷹介                                 | 赤 ■ 黒 ■              |                                        | 『アバレンジャーVSハリケンジャー』 『ゴーカイジャー』第1話・第25話・第26話 『アキバレンジャー痛』第7話 『ニンニンジャー』第7話 『ジュウオウジャーVSニンニンジャー』 『ゼンカイジャー THE MOVIE』 『スーパーヒーロー戦記』 『ハリケンジャーwithドンブラザーズ』 | ◎ 【悪】（ハリケンダーク）     |
| 忍風戦隊ハリケンジャー   | ハリケンブルー （水忍）                               | なし                                                                                 | 野乃七海                                 | 青 ■                   |                                        | 『アバレンジャーVSハリケンジャー』 『ボウケンジャーVSスーパー戦隊』 『ゴーカイジャー』第1話・第25話・第26話 『アキバレンジャー痛』第7話 『ヒーローママ☆リーグ』 『ハリケンジャーwithドンブラザーズ』 | ☆                              |
| 忍風戦隊ハリケンジャー   | ハリケンイエロー （陸忍）                             | なし                                                                                 | 尾藤吼太                                 | 黄 ■                   |                                        | 『アバレンジャーVSハリケンジャー』 『ゴーカイジャー』第1話・第25話・第26話 『アキバレンジャー痛』第7話 『ハリケンジャーwithドンブラザーズ』 | ◇                              |
| 電光石火ゴウライジャー   | カブトライジャー （角忍・深紅の稲妻）                 | なし                                                                                 | 霞一甲                                   | 臙脂 ■                 | 第7話 -                                | 『アバレンジャーVSハリケンジャー』 『ゴーカイジャー』第1話 『アキバレンジャー痛』第7話 | 【悪】 ↓ 【追加】              |
| 電光石火ゴウライジャー   | クワガライジャー （牙忍・蒼天の霹靂）                 | なし                                                                                 | 霞一鍬                                   | 紺 ■                   | 第7話 -                                | 『アバレンジャーVSハリケンジャー』 『ゴーカイジャー』第1話 『アキバレンジャー痛』第7話 | 【悪】 ↓ 【追加】              |
| なし                     | 天空忍者シュリケンジャー （翼忍・緑の光弾）           | シュリケンジャー・ファイヤーモード                                                   | 不明                                     | 緑 ■                   | 第22 - 49話                            | 『アバレンジャーVSハリケンジャー』 『ゴーカイジャー』第1話 『ニンニンジャー』第43話 | 【追加】 【退場】              |
| なし                     | 天空忍者シュリケンジャー                              | シュリケンジャー・ファイヤーモード                                                   | 天界                                     | 緑 ■                   | 『ハリケンジャー 10 YEARS AFTER』      | なし | 【ゲスト】                     |
| なし                     | 大江戸ハリケンレッド                                  |                                                                                      | 鷹之介                                   | 赤 ■                   | 『ハリケンジャー 20th』                | |                                |
| 爆竜戦隊アバレンジャー   |                                                       |                                                                                      |                                          |                        |                                        | |                                |
| 爆竜戦隊アバレンジャー   | アバレッド （元気莫大）                               | アバレッド・アバレモード アバレマックス 超アバレマックス                             | 伯亜凌駕                                 | 赤 ■                   |                                        | 『デカレンジャーVSアバレンジャー』 『ゴーカイジャー』第1話 『キョウリュウジャーVSゴーバスターズ』 『ジュウオウジャーVSニンニンジャー』 『ゼンカイジャー THE MOVIE』 『スーパーヒーロー戦記』 | ◇                              |
| 爆竜戦隊アバレンジャー   | アバレブルー （本気爆発）                             | アバレブルー・アバレモード                                                           | 三条幸人                                 | 青 ■                   |                                        | 『デカレンジャーVSアバレンジャー』 『ゴーカイジャー』第1話・第29話 『キョウリュウジャーVSゴーバスターズ』 |                                |
| 爆竜戦隊アバレンジャー   | アバレイエロー （勇気で驀進）                         | アバレイエロー・アバレモード                                                         | 樹らんる                                 | 黄 ■                   |                                        | 『デカレンジャーVSアバレンジャー』 『ゴーカイジャー』第1話 『キョウリュウジャーVSゴーバスターズ』 | ☆                              |
| 爆竜戦隊アバレンジャー   | アバレブラック （無敵の竜人魂）                       | アバレブラック・アバレモード 暗黒の鎧                                                | アスカ （大野飛鳥）                      | 黒 ■                   | 第1話、第7 - 32話、第40 - 最終話       | 『デカレンジャーVSアバレンジャー』 『ボウケンジャーVSスーパー戦隊』 『ゴーカイジャー』第1話 | ◎                              |
| 爆竜戦隊アバレンジャー   | アバレキラー （ときめきの白眉）                       | アバレキラー・アバレモード                                                           | 仲代壬琴                                 | 白 □                   | 第18 - 48話                            | 『デカレンジャーVSアバレンジャー』 『ゴーカイジャー』第1話・第18話 『アキバレンジャー痛』最終話 | 【悪】 ↓ 【追加】 【死亡】     |
| 爆竜戦隊アバレンジャー   | アバレピンク （その気で躍進）                         | なし                                                                                 | 今中笑里                                 | 桃 ■                   | 第38話                                 | 『ゴーカイジャー』第29話 | ☆ 【ゲスト】                   |
| 邪命戦隊エヴォレンジャー | シャークルレッド                                      | なし                                                                                 | シャークルマーガレット                   | 赤 ■                   | 第30話                                 | なし | 【悪】                         |
| 邪命戦隊エヴォレンジャー | アヤメガブルー                                        | なし                                                                                 | アヤメガネズミ                           | 青 ■                   | 第30話                                 | なし | 【悪】                         |
| 邪命戦隊エヴォレンジャー | テンサイエロー                                        | なし                                                                                 | テンサイキック                           | 黄 ■                   | 第30話                                 | なし | 【悪】                         |
| なし                     | 破壊の使徒ジャンヌ                                    | 暗黒の鎧                                                                             | マホロ                                   | 赤 ■                   | 第1 - 32話、第40 - 47話                | なし | ☆ 【悪】                       |
| 特捜戦隊デカレンジャー   |                                                       |                                                                                      |                                          |                        |                                        | |                                |
| 特捜戦隊デカレンジャー   | デカレッド                                            | デカレッド・スワットモード デカレッド・バトライザー ファイヤースクワッド・デカレッド | 赤座伴番 （バン）                        | 赤 ■                   |                                        | 『マジレンジャーVSデカレンジャー』 『ゴーカイジャー』第1話・第5話 『アキバレンジャー』第2話 『アキバレンジャー痛』第1話 『ネット版スーパーヒーロー大戦乙!』 『デカレンジャー 10 YEARS AFTER』 『ジュウオウジャーVSニンニンジャー』 『スペース・スクワッド ギャバンVSデカレンジャー』 『キュウレンジャー』第18話 『ゼンカイジャー THE MOVIE』 『スーパーヒーロー戦記』 |                                |
| 特捜戦隊デカレンジャー   | デカブルー                                            | デカブルー・スワットモード                                                           | 戸増宝児 （ホージー）                    | 青 ■                   |                                        | 『マジレンジャーVSデカレンジャー』 『ゴーカイジャー』第1話 『アキバレンジャー痛』第1話 | ◎                              |
| 特捜戦隊デカレンジャー   | デカグリーン                                          | デカグリーン・スワットモード                                                         | 江成仙一 （センちゃん）                  | 緑 ■                   |                                        | 『マジレンジャーVSデカレンジャー』 『ゴーカイジャー』第1話 『アキバレンジャー痛』第1話 『キュウレンジャー』第18話 | ◇                              |
| 特捜戦隊デカレンジャー   | デカイエロー                                          | デカイエロー・スワットモード                                                         | 礼紋茉莉花 （日渡茉莉花） （ジャスミン） | 黄 ■                   |                                        | 『マジレンジャーVSデカレンジャー』 『ネット版スーパーヒーロー大戦乙!』 『ゴーカイジャー』第1話・第5話 『アキバレンジャー痛』第1話 『ヒーローママ☆リーグ』 『デカレンジャーwithトンボオージャー』 | ☆                              |
| 特捜戦隊デカレンジャー   | デカピンク                                            | デカピンク・スワットモード                                                           | 胡堂小梅 （ウメコ）                      | 桃 ■                   |                                        | 『マジレンジャーVSデカレンジャー』 『ゴーカイジャー』第1話 『ゴーカイジャー ゴセイジャー』 『アキバレンジャー痛』第1話 『キュウレンジャー』第18話 『デカレンジャーwithトンボオージャー』 | ☆                              |
| 特捜戦隊デカレンジャー   | デカブレイク （夜明けの刑事）                         | なし                                                                                 | 姶良鉄幹 （テツ）                        | 白 □                   | 第22話 -                               | 『マジレンジャーVSデカレンジャー』 『ボウケンジャーVSスーパー戦隊』 『ゴーカイジャー』第1話 | 【追加】                       |
| 特捜戦隊デカレンジャー   | デカマスター （地獄の番犬）                           | なし                                                                                 | ドギー・クルーガー （ボス）              | メタリックブルー ■     | 第13話 -                               | 『マジレンジャーVSデカレンジャー』 『ゴーカイジャー』第5話・第51話 『ゴーカイジャー ゴセイジャー』 『キュウレンジャー』第18話 『スーパー戦隊最強バトル!!』 『スーパーヒーロー戦記』 | 【番外】                       |
| 特捜戦隊デカレンジャー   | デカスワン （真白き癒しのエトワール）                 | なし                                                                                 | 白鳥スワン                               | 橙 ■                   | 『デカレンジャー』第36話・最終話       | 『ゴーカイジャー ゴセイジャー』 | ☆ 【番外】                     |
| 特捜戦隊デカレンジャー   | デカブライト （光の刑事）                             | なし                                                                                 | リサ・ティーゲル                         | 銀 ■                   | 第40話                                 | なし | ☆ 【ゲスト】                   |
| 特捜戦隊デカレンジャー   | デカレッド（地球署初代）                              | なし                                                                                 | レオン星人 ギョク・ロウ                  | 赤 ■                   | 第47話・最終話                         | なし | 【ゲスト】 【先代】            |
| 特捜戦隊デカレンジャー   | デカゴールド                                          | なし                                                                                 | マリー・ゴールド                         | 金 ■                   | 『デカレンジャー』劇場版               | なし | ☆ 【ゲスト】                   |
| 特捜戦隊デカレンジャー   | ネオデカレッド                                        | なし                                                                                 | アサム・アシモフ                         | 赤 ■                   | 『デカレンジャー 10 YEARS AFTER』      | なし | 【悪】                         |
| 特捜戦隊デカレンジャー   | ネオデカイエロー                                      | なし                                                                                 | ムギ・グラフトン                         | 黄 ■                   | 『デカレンジャー 10 YEARS AFTER』      | なし | ☆ 【悪】                       |
| 特捜戦隊デカレンジャー   | プレミアデカレッド                                    | なし                                                                                 | 江戸川塁                                 | 赤 ■                   | 『デカレンジャー 20 YEARS AFTER』      | なし | 【ゲスト】                     |
| 特捜戦隊デカレンジャー   | デカピンクその2                                       | なし                                                                                 | 晴月天                                   | 桃 ■                   | 『デカレンジャーwithトンボオージャー』 | なし | ☆ 【ゲスト】                   |
| 魔法戦隊マジレンジャー   |                                                       |                                                                                      |                                          |                        |                                        | |                                |
| 魔法戦隊マジレンジャー   | マジレッド （燃える炎のエレメント）                   | マジフェニックス レジェンドマジレッド マジシャイン（魁シャイン）                     | 小津魁                                   | 赤 ■ 金 ■              |                                        | 『ゴーカイジャー』第1-3話 『ジュウオウジャーVSニンニンジャー』 『ゼンカイジャー THE MOVIE』 『スーパーヒーロー戦記』 | ▼                              |
| 魔法戦隊マジレンジャー   | マジイエロー （走る雷のエレメント）                   | マジガルーダ レジェンドマジイエロー                                                  | 小津翼                                   | 黄 ■                   |                                        | 『ボウケンジャーVSスーパー戦隊』 『ゴーカイジャー』第1話 『ニンニンジャー』第38話 | ◇ ▼                            |
| 魔法戦隊マジレンジャー   | マジブルー （揺蕩う水のエレメント）                   | マジマーメイド レジェンドマジブルー                                                  | 小津麗                                   | 青 ■                   |                                        | 『ゴーカイジャー』第1話 | ☆ ▼                            |
| 魔法戦隊マジレンジャー   | マジピンク （吹きゆく風のエレメント）                 | マジフェアリー レジェンドマジピンク                                                  | 小津芳香                                 | 桃 ■                   |                                        | 『ゴーカイジャー』第1話・第51話 『ヒーローママ☆リーグ』 | ☆ ▼                            |
| 魔法戦隊マジレンジャー   | マジグリーン （唸る大地のエレメント）                 | マジタウロス レジェンドマジグリーン                                                  | 小津蒔人                                 | 緑 ■                   |                                        | 『ゴーカイジャー』第1話 | ◎ ▼                            |
| 魔法戦隊マジレンジャー   | 天空勇者マジシャイン （輝く太陽のエレメント）         | 天空聖者サンジェル                                                                   | ヒカル （天空聖者サンジェル）            | 金 ■                   | 第20話 -                               | 『ボウケンジャーVSスーパー戦隊』 『ゴーカイジャー』第1話 | 【追加】                       |
| 魔法戦隊マジレンジャー   | マジマザー （煌く氷のエレメント）                     | なし                                                                                 | 小津深雪                                 | 白 □                   | 第1話・第44話 -                        | 『ゴーカイジャー ゴセイジャー』 | ☆ ▼ 【離脱】 【復帰】 【番外】 |
| 魔法戦隊マジレンジャー   | 天空勇者ウルザードファイヤー （猛る烈火のエレメント） | 天空聖者ブレイジェル                                                                 | 小津勇 （天空聖者ブレイジェル）          | 真紅 ■                 | 第34話・第46話 -                       | 『ゴーカイジャー ゴセイジャー』 | ▼ 【番外】                     |
| なし                     | 魔導騎士ウルザード                                    | なし                                                                                 | 小津勇 （天空聖者ブレイジェル）          | 紫 ■                   | 第1話 - 34話、第41 - 44話              | 『ゴーカイジャー ゴセイジャー』 | ▼ 【悪】 【共闘】              |
| 轟轟戦隊ボウケンジャー   |                                                       |                                                                                      |                                          |                        |                                        | |                                |
| 轟轟戦隊ボウケンジャー   | ボウケンレッド （熱き冒険者）                         | テクターボウケンレッド ボウケンレッド・開運フォーム                                  | 明石暁                                   | 赤 ■                   |                                        | 『ゲキレンジャーVSボウケンジャー』 『ゴーカイジャー』第1話・第21話 『ゴーカイジャー ゴセイジャー』 『アキバレンジャー』第3話・第11話 『アキバレンジャー痛』第1話 『ジュウオウジャーVSニンニンジャー』 『ゼンカイジャー THE MOVIE』 『スーパーヒーロー戦記』 | ◎                              |
| 轟轟戦隊ボウケンジャー   | ボウケンブラック （迅き冒険者）                       | テクターボウケンブラック                                                             | 伊能真墨                                 | 黒 ■                   |                                        | 『ゲキレンジャーVSボウケンジャー』 『ゴーカイジャー』第1話 『アキバレンジャー痛』第1話 |                                |
| 轟轟戦隊ボウケンジャー   | ボウケンブルー （高き冒険者）                         | テクターボウケンブルー                                                               | 最上蒼太                                 | 青 ■                   |                                        | 『ゲキレンジャーVSボウケンジャー』 『ゴーカイジャー』第1話 『アキバレンジャー痛』第1話 |                                |
| 轟轟戦隊ボウケンジャー   | ボウケンイエロー （強き冒険者）                       | テクターボウケンイエロー                                                             | 間宮菜月 （リリーナ）                    | 黄 ■                   |                                        | 『ゲキレンジャーVSボウケンジャー』 『ゴーカイジャー』第1話 『アキバレンジャー痛』第1話 | ☆                              |
| 轟轟戦隊ボウケンジャー   | ボウケンピンク （深き冒険者）                         | テクターボウケンピンク                                                               | 西堀さくら                               | 桃 ■                   |                                        | 『ゲキレンジャーVSボウケンジャー』 『ゴーカイジャー』第1話 『アキバレンジャー痛』第1話 | ☆ ◇                            |
| 轟轟戦隊ボウケンジャー   | ボウケンシルバー （眩き冒険者）                       | テクターボウケンシルバー                                                             | 高丘映士                                 | 銀 ■                   | 第19話 -                               | 『ゲキレンジャーVSボウケンジャー』 『ゴーカイジャー』第1話 『スーパー戦隊最強バトル!!』 | 【追加】                       |
| 轟轟戦隊ボウケンジャー   | 大剣人ズバーン                                        | ズバーン聖剣モード                                                                   | なし                                     | 金 ■                   | 第29話 -                               | 『ゲキレンジャーVSボウケンジャー』 『ゴーカイジャー ゴセイジャー』 | ★ ▼ 【番外】                   |
| ボウケンバトラー         | 不明                                                  | 不明                                                                                 | 不明                                     | 赤 ■ 青 ■ 緑 ■         | 漫画版                                 | なし | 【ゲスト】                     |
| ボウケンファイター       | 不明                                                  | 不明                                                                                 | 不明                                     | 赤 ■ 青 ■ 緑 ■ 黄 ■    | 漫画版                                 | なし | 【ゲスト】                     |

### 『ゲキレンジャー』 - 『ゴセイジャー』
| 戦隊名                 | 戦士名                                        | 派生形態                                                         | 変身者・正体           | カラー                 | 登場話                                | ゲスト登場話 | 備考                                               |
| 獣拳戦隊ゲキレンジャー | 獣拳戦隊ゲキレンジャー                        | 獣拳戦隊ゲキレンジャー                                           | 獣拳戦隊ゲキレンジャー | 獣拳戦隊ゲキレンジャー | 獣拳戦隊ゲキレンジャー                | 獣拳戦隊ゲキレンジャー | 獣拳戦隊ゲキレンジャー                             |
| ---------------------- | --------------------------------------------- | ---------------------------------------------------------------- | ---------------------- | ---------------------- | ------------------------------------- | --- | -------------------------------------------------- |
| 獣拳戦隊ゲキレンジャー | ゲキレッド （アンブレイカブル・ボディ）       | スーパーゲキレッド                                               | 漢堂ジャン             | 赤 ■                   |                                       | 『ゴーオンジャーVSゲキレンジャー』 『ゴーカイジャー』第1話・第7話 『ジュウオウジャーVSニンニンジャー』 『ゼンカイジャー THE MOVIE』 『スーパーヒーロー戦記』                                                                |                                                    |
| 獣拳戦隊ゲキレンジャー | ゲキイエロー （オネスト・ハート）             | スーパーゲキイエロー                                             | 宇崎ラン               | 黄 ■                   |                                       | 『ゴーオンジャーVSゲキレンジャー』 『ゴーカイジャー』第1話 | ☆ ◎                                                |
| 獣拳戦隊ゲキレンジャー | ゲキブルー （ファンタスティック・テクニック） | スーパーゲキブルー                                               | 深見レツ               | 青 ■                   |                                       | 『ゴーオンジャーVSゲキレンジャー』 『ゴーカイジャー』第1話 | ◇                                                  |
| 獣拳戦隊ゲキレンジャー | ゲキバイオレット （アイアン・ウィル）         | なし                                                             | 深見ゴウ               | 紫 ■                   | 第25話 -                              | 『ゴーオンジャーVSゲキレンジャー』 『ゴーカイジャー』第1話 | 【追加】                                           |
| 獣拳戦隊ゲキレンジャー | ゲキチョッパー （アメイジング・アビリティ）   | なし                                                             | 久津ケン               | 白 □                   | 第28話 -                              | 『ゴーオンジャーVSゲキレンジャー』 『ゴーカイジャー』第1話 | 【追加】                                           |
| 臨獣殿                 | 黒獅子リオ                                    | 幻獣王リオ                                                       | 理央                   | 黒 ■ 金 ■              |                                       | 『ゴーオンジャーVSゲキレンジャー』 『ゴーカイジャー ゴセイジャー』 | 【番外】 【悪】 【共闘】 【人間体】                |
| 臨獣殿                 | メレ（獣人態）                                | 四幻将メレ                                                       | メレ                   | 緑 ■ 金 ■              |                                       | 『ゴーオンジャーVSゲキレンジャー』 『ゴーカイジャー ゴセイジャー』 『キュウレンジャーVSスペース・スクワッド』 | 【番外】 ☆ 【悪】 【共闘】 【人間体】              |
| 炎神戦隊ゴーオンジャー |                                               |                                                                  |                        |                        |                                       | |                                                    |
| 炎神戦隊ゴーオンジャー | ゴーオンレッド （マッハ全開）                 | ハイパーゴーオンレッド                                           | 江角走輔               | 赤 ■                   |                                       | 『シンケンジャーVSゴーオンジャー』 『ゴーカイジャー』第1話・第35話・第36話 『ジュウオウジャーVSニンニンジャー』 『スーパー戦隊最強バトル!!』 『ゼンカイジャー THE MOVIE』 『スーパーヒーロー戦記』 『ブンブンジャー』第12話 | ◎                                                  |
| 炎神戦隊ゴーオンジャー | ゴーオンブルー （ズバリ正解）                 | なし                                                             | 香坂連                 | 青 ■                   |                                       | 『シンケンジャーVSゴーオンジャー』 『ゴーカイジャー』第1話 | ◇                                                  |
| 炎神戦隊ゴーオンジャー | ゴーオンイエロー （スマイル満開）             | なし                                                             | 楼山早輝               | 黄 ■                   |                                       | 『シンケンジャーVSゴーオンジャー』 『ゴーカイジャー』第1話 『ゴーカイジャー ゴセイジャー』 | ☆                                                  |
| 炎神戦隊ゴーオンジャー | ゴーオングリーン （ドキドキ愉快）             | なし                                                             | 城範人                 | 緑 ■                   | 第2話 -                               | 『シンケンジャーVSゴーオンジャー』 『ゴーカイジャー』第1話 |                                                    |
| 炎神戦隊ゴーオンジャー | ゴーオンブラック （ダッシュ豪快）             | なし                                                             | 石原軍平               | 黒 ■                   | 第2話 -                               | 『シンケンジャーVSゴーオンジャー』 『ゴーカイジャー』第1話 |                                                    |
| ゴーオンウイングス     | ゴーオンゴールド （ブレイク限界）             | なし                                                             | 須塔大翔               | 金 ■                   | 第17話 -                              | 『シンケンジャーVSゴーオンジャー』 『ゴーカイジャー』第1話 『ブンブンジャー formation lap』 | 【追加】                                           |
| ゴーオンウイングス     | ゴーオンシルバー （キラキラ世界）             | なし                                                             | 須塔美羽               | 銀 ■                   | 第17話 -                              | 『シンケンジャーVSゴーオンジャー』 『ゴーカイジャー』第1話・第51話 『ブンブンジャー formation lap』 | ☆ 【追加】                                         |
| なし                   | ケガイエロー （惚れなきゃ後悔）               | なし                                                             | ケガレシア             | 黄 ■                   | 『ゴーオンジャー 10 YEARS GRANDPRIX』 | なし | 【ゲスト】                                         |
| 侍戦隊シンケンジャー   |                                               |                                                                  |                        |                        |                                       | |                                                    |
| 侍戦隊シンケンジャー   | シンケンレッド                                | スーパーシンケンレッド ハイパーシンケンレッド 外道シンケンレッド | 志葉丈瑠               | 赤 ■ 黒■               |                                       | 『ゴセイジャーVSシンケンジャー』 『仮面ライダーディケイド』第24話・第25話 『ゴーカイジャー』第1話・第40話 『ジュウオウジャーVSニンニンジャー』 『ゼンカイジャー THE MOVIE』 『スーパーヒーロー戦記』                        | ◎ 【離脱】 ↓ 【復帰】 【悪】（外道シンケンレッド） |
| 侍戦隊シンケンジャー   | シンケンブルー                                | スーパーシンケンブルー                                           | 池波流ノ介             | 青 ■                   |                                       | 『ゴセイジャーVSシンケンジャー』 『仮面ライダーディケイド』第24話・第25話 『ゴーカイジャー』第1話・第40話 | ◇                                                  |
| 侍戦隊シンケンジャー   | シンケンピンク                                | スーパーシンケンピンク                                           | 白石茉子               | 桃 ■                   |                                       | 『ゴセイジャーVSシンケンジャー』 『仮面ライダーディケイド』第24話・第25話 『ゴーカイジャー』第1話・第40話 | ☆                                                  |
| 侍戦隊シンケンジャー   | シンケングリーン                              | スーパーシンケングリーン ハイパーシンケングリーン                | 谷千明                 | 緑 ■                   |                                       | 『ゴセイジャーVSシンケンジャー』 『仮面ライダーディケイド』第24話・第25話 『ゴーカイジャー』第1話・第40話 『ゴーカイジャー ゴセイジャー』 『スーパーヒーロー戦記』                                                          |                                                    |
| 侍戦隊シンケンジャー   | シンケンイエロー                              | スーパーシンケンイエロー                                         | 花織ことは             | 黄 ■                   |                                       | 『ゴセイジャーVSシンケンジャー』 『仮面ライダーディケイド』第24話・第25話 『ゴーカイジャー』第1話・第40話 『スーパーヒーロー大戦Z』                                                                                         | ☆                                                  |
| 侍戦隊シンケンジャー   | シンケンゴールド                              | スーパーシンケンゴールド ハイパーシンケンゴールド                | 梅盛源太               | 金 ■                   | 第17話 -                              | 『ゴセイジャーVSシンケンジャー』 『仮面ライダーディケイド』第24話・第25話 『ゴーカイジャー』第1話・第40話 『ゴーカイジャー ゴセイジャー』                                                                                   | △【追加】                                          |
| 侍戦隊シンケンジャー   | シンケンレッド （姫）                         | スーパーシンケンレッド                                           | 志葉薫                 | 赤 ■                   | 第44話 -                              | 『ゴセイジャーVSシンケンジャー』 『ゴーカイジャー ゴセイジャー』 『ゴーカイジャー』第11話・第12話 『ゴーバスターズVSゴーカイジャー』                                                                                        | ◎ ☆ 【番外】 【離脱】                              |
| 侍戦隊シンケンジャー   | シンケンブラウン                              | なし                                                             | リチャード・ブラウン   | 茶 ■                   | 第14話                                | なし | 【ゲスト】                                         |
| 天装戦隊ゴセイジャー   |                                               |                                                                  |                        |                        |                                       | |                                                    |
| 天装戦隊ゴセイジャー   | ゴセイレッド （嵐のスカイックパワー）         | スーパーゴセイレッド                                             | アラタ                 | 赤 ■                   |                                       | 『シンケンジャーVSゴーオンジャー』 『ゴーカイジャー』第1話・第40話 『ゴーカイジャー ゴセイジャー』 『スーパーヒーロー大戦』 『ジュウオウジャーVSニンニンジャー』 『ゼンカイジャー THE MOVIE』 『スーパーヒーロー戦記』      | ◇                                                  |
| 天装戦隊ゴセイジャー   | ゴセイピンク （息吹のスカイックパワー）       | スーパーゴセイピンク                                             | エリ                   | 桃 ■                   |                                       | 『シンケンジャーVSゴーオンジャー』 『ゴーカイジャー』第1話・第40話 『ゴーカイジャー ゴセイジャー』 | ☆                                                  |
| 天装戦隊ゴセイジャー   | ゴセイブラック （巌のランディックパワー）     | スーパーゴセイブラック                                           | アグリ                 | 黒 ■                   |                                       | 『シンケンジャーVSゴーオンジャー』 『ゴーカイジャー』第1話・第40話 『ゴーカイジャー ゴセイジャー』 |                                                    |
| 天装戦隊ゴセイジャー   | ゴセイイエロー （芽萌のランディックパワー）   | スーパーゴセイイエロー                                           | モネ                   | 黄 ■                   |                                       | 『シンケンジャーVSゴーオンジャー』 『ゴーカイジャー』第1話・第40話 『ゴーカイジャー ゴセイジャー』 | ☆                                                  |
| 天装戦隊ゴセイジャー   | ゴセイブルー （怒涛のシーイックパワー）       | スーパーゴセイブルー                                             | ハイド                 | 青 ■                   |                                       | 『シンケンジャーVSゴーオンジャー』 『ゴーカイジャー』第1話・第40話 『ゴーカイジャー ゴセイジャー』 | ◎                                                  |
| 天装戦隊ゴセイジャー   | ゴセイナイト （地球を清める宿命の騎士）       | グランディオン （グランディオンヘッダー）                        | なし                   | 銀 ■                   | 第17話 -                              | 『ゴーカイジャー』第1話・第40話 『ゴーカイジャー ゴセイジャー』 | ▼ 【追加】                                         |
| 天装戦隊ゴセイジャー   | ゴセイグリーン (命のシーイックパワー)         | なし                                                             | マジス                 | 緑 ■                   | 第10話                                | なし | 【ゲスト】 【故人】                                |

### 『ゴーカイジャー』 - 『ニンニンジャー』
- ゴーカイジャーが豪快チェンジで2段変身した戦士のうち、同作品内にて初登場した形態以外の詳細は基本的に記載しないものとする。
- 同作品での過去の戦隊シリーズの作品からのゲスト出演については、上記リストのゲスト出演の項目を参照。アカレッドに関しては『シンボルキャラクター』の項目を参照。
- トッキュウジャーは基本形態のみを記載し、乗り換えチェンジした戦士の詳細は除外とする。

| 戦隊名                                        | 戦士名                                          | 派生形態 | 変身者・正体                           | カラー                 | 登場話                                       | ゲスト登場話 | 備考                                |
| 海賊戦隊ゴーカイジャー                        | 海賊戦隊ゴーカイジャー                          | 海賊戦隊ゴーカイジャー | 海賊戦隊ゴーカイジャー                 | 海賊戦隊ゴーカイジャー | 海賊戦隊ゴーカイジャー                       | 海賊戦隊ゴーカイジャー | 海賊戦隊ゴーカイジャー              |
| --------------------------------------------- | ----------------------------------------------- | --- | -------------------------------------- | ---------------------- | -------------------------------------------- | --- | ----------------------------------- |
| 海賊戦隊ゴーカイジャー                        | ゴーカイレッド                                  | ゴーカイレッド・ゴールドモード 仮面ライダーオーズ・タジャドルコンボ ドラフトレッダー ゴーカイレッド・クロスアーマーモード ゴーカイレッド・ガレオンアーマーモード                                | キャプテン・マーベラス                 | 赤 ■                   |                                              | 『ゴセイジャーVSシンケンジャー』 『ゴーバスターズVSゴーカイジャー』 『スーパーヒーロー大戦』 『ネット版スーパーヒーロー大変』 『スーパーヒーロー大戦Z』 『ジュウオウジャー』第28 - 29話 『ジュウオウジャーVSニンニンジャー』 『超スーパーヒーロー大戦』 『スーパー戦隊最強バトル!!』 『ゼンカイジャー THE MOVIE』 『スーパーヒーロー戦記』 『ゼンカイジャーVSキラメイジャーVSセンパイジャー』 『ツーカイザー×ゴーカイジャー』 | ◎                                   |
| 海賊戦隊ゴーカイジャー                        | ゴーカイブルー                                  | ゴーカイブルー・ゴールドモード 仮面ライダーオーズ・シャウタコンボ ブルービート ゴーカイブルー・クロスアーマーモード                                                                             | ジョー・ギブケン                       | 青 ■                   |                                              | 『ゴセイジャーVSシンケンジャー』 『ゴーバスターズVSゴーカイジャー』 『スーパーヒーロー大戦』 『ジュウオウジャー』第28 - 29話 『ブンブンジャー』第43話 | ◇                                   |
| 海賊戦隊ゴーカイジャー                        | ゴーカイイエロー                                | ゴーカイイエロー・ゴールドモード 仮面ライダーオーズ・ラトラーターコンボ ビーファイターカブト ゴーカイイエロー・クロスアーマーモード                                                             | ルカ・ミルフィ                         | 黄 ■                   |                                              | 『ゴセイジャーVSシンケンジャー』 『ゴーバスターズVSゴーカイジャー』 『スーパーヒーロー大戦』 『ジュウオウジャー』第28 - 29話 『キュウレンジャーVSスペース・スクワッド』 『スーパー戦隊最強バトル!!』 | ☆                                   |
| 海賊戦隊ゴーカイジャー                        | ゴーカイグリーン                                | ゴーカイグリーン・ゴールドモード 仮面ライダーオーズ・ガタキリバコンボ 磁雷矢 ゴーカイグリーン・クロスアーマーモード                                                                             | ドン・ドッゴイヤー （ハカセ）          | 緑 ■                   |                                              | 『ゴセイジャーVSシンケンジャー』 『ゴーバスターズVSゴーカイジャー』 『スーパーヒーロー大戦』 『ジュウオウジャー』第28 - 29話 |                                     |
| 海賊戦隊ゴーカイジャー                        | ゴーカイピンク                                  | ゴーカイピンク・ゴールドモード 仮面ライダーオーズ・プトティラコンボ ジャンパーソン ゴーカイピンク・クロスアーマーモード                                                                         | アイム・ド・ファミーユ                 | 桃 ■                   |                                              | 『ゴセイジャーVSシンケンジャー』 『ゴーバスターズVSゴーカイジャー』 『スーパーヒーロー大戦』 『ジュウオウジャー』第28 - 29話 『ツーカイザー×ゴーカイジャー』 | ☆                                   |
| 海賊戦隊ゴーカイジャー                        | ゴーカイシルバー                                | ゴーカイシルバー・ゴールドモード ゴーオンウイングス ゴーカイクリスマス 仮面ライダーオーズ・サゴーゾコンボ 機動刑事ジバン                                                                        | 伊狩鎧                                 | 銀 ■                   | 第17話 -                                     | 『ゴーカイジャー ゴセイジャー』 『ゴーバスターズVSゴーカイジャー』 『スーパーヒーロー大戦』 『ネット版スーパーヒーロー大変』 『スーパーヒーロー大戦Z』 『ジュウオウジャー』第28 - 29話 『ツーカイザー×ゴーカイジャー』 | △【追加】                           |
| 特命戦隊ゴーバスターズ                        |                                                 | |                                        |                        |                                              | |                                     |
| 特命戦隊ゴーバスターズ                        | レッドバスター                                  | レッドバスター・パワードカスタム | 桜田ヒロム                             | 赤 ■                   |                                              | 『ゴーカイジャーVS宇宙刑事ギャバン』 『スーパーヒーロー大戦』 『ネット版スーパーヒーロー大変』 『スーパーヒーロー大戦Z』 『キョウリュウジャーVSゴーバスターズ』 『ジュウオウジャーVSニンニンジャー』 『超スーパーヒーロー大戦』 『ゼンカイジャー THE MOVIE』 『スーパーヒーロー戦記』 『ゼンカイジャーVSキラメイジャーVSセンパイジャー』                                                                                      | ◎                                   |
| 特命戦隊ゴーバスターズ                        | ブルーバスター                                  | ブルーバスター・パワードカスタム | 岩崎リュウジ                           | 青 ■                   |                                              | 『ゴーカイジャーVS宇宙刑事ギャバン』 『スーパーヒーロー大戦』 『ネット版スーパーヒーロー大変』 『スーパーヒーロー大戦Z』 『キョウリュウジャーVSゴーバスターズ』 | ◇                                   |
| 特命戦隊ゴーバスターズ                        | イエローバスター                                | イエローバスター・パワードカスタム | 宇佐見ヨーコ                           | 黄 ■                   |                                              | 『ゴーカイジャーVS宇宙刑事ギャバン』 『スーパーヒーロー大戦』 『ネット版スーパーヒーロー大変』 『スーパーヒーロー大戦Z』 『キョウリュウジャーVSゴーバスターズ』 | ☆                                   |
| 特命戦隊ゴーバスターズ                        | ビートバスター                                  | キライダー（仮面戦隊ゴライダー） | 陣マサト                               | 金 ■                   | 第14話 -                                     | 『キョウリュウジャーVSゴーバスターズ』 『超スーパーヒーロー大戦』 | 【追加】 【死亡】                   |
| 特命戦隊ゴーバスターズ 動物戦隊ゴーバスターズ | スタッグバスター （シルバースタッグ）           | なし | ビート・J・スタッグ                    | 銀 ■                   | 第15話 -                                     | 『スーパーヒーロー大戦Z』 『キョウリュウジャーVSゴーバスターズ』 『動物戦隊ジュウオウジャー スーパー動物大戦』 | ★ 【追加】                          |
| 特命戦隊ゴーバスターズ                        | チダ・ニック                                    | バイクモード CB-01操縦桿形態 | なし                                   | 赤 ■                   |                                              | 『ゴーカイジャーVS宇宙刑事ギャバン』 『キョウリュウジャーVSゴーバスターズ』 | ★                                   |
| 特命戦隊ゴーバスターズ                        | ゴリサキ・バナナ                                | GT-02操縦桿形態 | なし                                   | 青 ■                   |                                              | なし | ★                                   |
| 特命戦隊ゴーバスターズ                        | ウサダ・レタス                                  | RH-03操縦桿形態 | なし                                   | 黄 ■                   |                                              | なし | ★                                   |
| 特命戦隊ゴーバスターズ                        | エネたん                                        | FS-0O操縦桿形態 | なし                                   | 緑 ■                   | 劇場版、第44話                               | なし | ☆ ★ 【ゲスト】                      |
| なし                                          | ピンクバスター                                  | なし | 西園寺麗華                             | 桃 ■                   | 第41話                                       | なし | ☆ 【ゲスト】                        |
| なし                                          | ダークバスター                                  | エンター・ユナイト | エンター                               | 臙脂 ■                 | 第49話 - 最終話                              | 『キョウリュウジャーVSゴーバスターズ』 | 【悪】                              |
| 動物戦隊ゴーバスターズ                        | レッドチーター                                  | アニマルパーフェクトモード | 桜田ヒロム                             | 赤 ■                   | 『帰ってきたゴーバスターズ』                 | なし | ◎ 【ゲスト】                        |
| 動物戦隊ゴーバスターズ                        | ブルーゴリラ                                    | アニマルパーフェクトモード | 岩崎リュウジ                           | 青 ■                   | 『帰ってきたゴーバスターズ』                 | なし | ◇ 【ゲスト】                        |
| 動物戦隊ゴーバスターズ                        | イエローラビット                                | アニマルパーフェクトモード | 宇佐見ヨーコ                           | 黄 ■                   | 『帰ってきたゴーバスターズ』                 | なし | ☆ 【ゲスト】                        |
| 動物戦隊ゴーバスターズ                        | ゴールドビートル                                | なし | 陣マサト                               | 金 ■                   | 『帰ってきたゴーバスターズ』                 | 『動物戦隊ジュウオウジャー スーパー動物大戦』 | 【ゲスト】                          |
| 動物戦隊ゴーバスターズ                        | グリーンヒポポタマス                            | なし | 道明寺アツシ                           | 緑 ■                   | 『帰ってきたゴーバスターズ』                 | なし | 【ゲスト】                          |
| 動物戦隊ゴーバスターズ                        | ピンクキャット                                  | なし | 桜田リカ                               | 桃 ■                   | 『帰ってきたゴーバスターズ』                 | なし | ☆ 【ゲスト】                        |
| 動物戦隊ゴーバスターズ                        | ブラックピューマ                                | なし | 黒木タケシ                             | 黒 ■                   | 『帰ってきたゴーバスターズ』                 | なし | 【ゲスト】                          |
| 獣電戦隊キョウリュウジャー                    |                                                 | |                                        |                        |                                              | |                                     |
| 獣電戦隊キョウリュウジャー                    | キョウリュウレッド （牙の勇者）                 | アームド・オン形態 キョウリュウレッド・ディノスグランダー ガブルアームド・オン キョウリュウレッド・カーニバル ガブティラキョウリュウレッド ガブティラキョウリュウレッドアニバーサリーカーニバル | 桐生ダイゴ                             | 赤 ■                   |                                              | 『スーパーヒーロー大戦Z』 『ネット版スーパーヒーロー大戦乙!』 『ゴーバスターズVSゴーカイジャー』 『仮面ライダー大戦 feat.スーパー戦隊』 『トッキュウジャーVSキョウリュウジャー』 『ジュウオウジャーVSニンニンジャー』 『超スーパーヒーロー大戦』 『ゼンカイジャー THE MOVIE』 『スーパーヒーロー戦記』 『ゼンカイジャーVSキラメイジャーVSセンパイジャー』 『キングオージャー』第32話 『キングオージャーVSキョウリュウジャー』 | ◎                                   |
| 獣電戦隊キョウリュウジャー                    | キョウリュウブラック （弾丸の勇者）             | アームド・オン形態 キョウリュウブラック・ディノスグランダー | イアン・ヨークランド                   | 黒 ■                   |                                              | 『スーパーヒーロー大戦Z』 『ネット版スーパーヒーロー大戦乙!』 『ゴーバスターズVSゴーカイジャー』 『トッキュウジャーVSキョウリュウジャー』 『キングオージャー』第32・33話 『キングオージャーVSキョウリュウジャー』 | ◇                                   |
| 獣電戦隊キョウリュウジャー                    | キョウリュウブルー （鎧の勇者）                 | アームド・オン形態 | 有働ノブハル                           | 青 ■                   |                                              | 『スーパーヒーロー大戦Z』 『ネット版スーパーヒーロー大戦乙!』 『ゴーバスターズVSゴーカイジャー』 『トッキュウジャーVSキョウリュウジャー』 『動物戦隊ジュウオウジャー スーパー動物大戦』 『キングオージャー』第32・33話 『キングオージャーVSキョウリュウジャー』 |                                     |
| 獣電戦隊キョウリュウジャー                    | キョウリュウグリーン （斬撃の勇者）             | アームド・オン形態 | 立風館ソウジ                           | 緑 ■                   |                                              | 『スーパーヒーロー大戦Z』 『ネット版スーパーヒーロー大戦乙!』 『ゴーバスターズVSゴーカイジャー』 『トッキュウジャーVSキョウリュウジャー』 『キングオージャー』第32・33話 『キングオージャーVSキョウリュウジャー』 |                                     |
| 獣電戦隊キョウリュウジャー                    | キョウリュウピンク （角の勇者）                 | アームド・オン形態 | アミィ結月                             | 桃 ■                   |                                              | 『スーパーヒーロー大戦Z』 『ネット版スーパーヒーロー大戦乙!』 『ゴーバスターズVSゴーカイジャー』 『トッキュウジャーVSキョウリュウジャー』 『キングオージャー』第32・33話 『キングオージャーVSキョウリュウジャー』 | ☆                                   |
| 獣電戦隊キョウリュウジャー                    | キョウリュウゴールド （雷鳴の勇者）             | キョウリュウゴールド・ディノスグランダー | 空蝉丸                                 | 金 ■                   | 第9話 -                                      | 『スーパーヒーロー大戦Z』 『トッキュウジャーVSキョウリュウジャー』 『超スーパーヒーロー大戦』 『キングオージャー』第32話 『キングオージャーVSキョウリュウジャー』 | 【先代】 【追加】                   |
| 獣電戦隊キョウリュウジャー                    | キョウリュウシアン （鋼の勇者）                 | なし | ラミレス                               | 水 ■                   | 第6話 -                                      | 『キングオージャーVSキョウリュウジャー』 | 【番外】 【先代】 【故人】 【退任】 |
| 獣電戦隊キョウリュウジャー                    | キョウリュウグレー （激突の勇者）               | なし | 鉄砕                                   | 灰 ■                   | 第17話 -                                     | 『キングオージャーVSキョウリュウジャー』 | 【番外】 【先代】 【故人】 【退任】 |
| 獣電戦隊キョウリュウジャー                    | キョウリュウバイオレット （海の勇者）           | なし | ドクター・ウルシェード                 | 紫 ■                   | 第21・47・最終話                             | なし | 【先代】 【番外】 【退任】 【復帰】 |
| 獣電戦隊キョウリュウジャー                    | キョウリュウバイオレット（2代目）               | なし | 弥生ウルシェード                       | 紫 ■                   | 第24話 -                                     | 『トッキュウジャーVSキョウリュウジャー』 『キングオージャーVSキョウリュウジャー』 | ☆ 【番外】 【後任】                 |
| 獣電戦隊キョウリュウジャー                    | キョウリュウシルバー （閃光の勇者）             | なし | 賢神トリン （魔剣神官トリン） （鳥居） | 銀 ■                   | 第36 - 45話                                  | 『トッキュウジャーVSキョウリュウジャー』 『キングオージャーVSキョウリュウジャー』 | 【番外】 【死亡】                   |
| 獣電戦隊キョウリュウジャー                    | キョウリュウシルバー（2代目）                   | なし | 桐生ダンテツ                           | 銀 ■                   | 第45話 -                                     | 『トッキュウジャーVSキョウリュウジャー』 | 【番外】 【後任】                   |
| 獣電戦隊キョウリュウジャー                    | キョウリュウシアン（2代目）                     | なし | 福井優子                               | 水 ■                   | 第47話                                       | 『トッキュウジャーVSキョウリュウジャー』 | ☆ 【番外】 【後任】                 |
| 獣電戦隊キョウリュウジャー                    | キョウリュウグレー（2代目）                     | なし | 津古内真也 （青柳ゆう）                | 灰 ■                   | 第47話                                       | 『トッキュウジャーVSキョウリュウジャー』 | 【番外】 【後任】                   |
| 獣電戦隊キョウリュウジャー                    | キングキョウリュウレッド （挟撃の勇者）         | なし | プリンス （桐生ダイゴロウ）            | 赤 ■                   | 『キングオージャー』第32・33話               | 『キングオージャーVSキョウリュウジャー』 『キングオージャー IN SPACE』 | 【ゲスト】                          |
| 獣電戦隊キョウリュウジャー（100年後）         | キョウリュウネイビー ↓ キョウリュウレッド       | キョウリュウレッド・カーニバル | ダイくん                               | 紺 ■ ↓ 赤 ■            | 『帰ってきたキョウリュウジャー』             | なし | ◎ 【ゲスト】                        |
| 獣電戦隊キョウリュウジャー（100年後）         | キョウリュウシルバー ↓ キョウリュウブラック     | なし | イッちゃん                             | 銀 ■ ↓ 黒 ■            | 『帰ってきたキョウリュウジャー』             | なし | ◇ 【ゲスト】                        |
| 獣電戦隊キョウリュウジャー（100年後）         | キョウリュウブルー                              | なし | ノブ太さん                             | 青 ■                   | 『帰ってきたキョウリュウジャー』             | なし | 【ゲスト】                          |
| 獣電戦隊キョウリュウジャー（100年後）         | キョウリュウグレー ↓ キョウリュウグリーン       | なし | ソウジロウ                             | 灰 ■ ↓ 緑 ■            | 『帰ってきたキョウリュウジャー』             | なし | 【ゲスト】                          |
| 獣電戦隊キョウリュウジャー（100年後）         | キョウリュウシアン ↓ キョウリュウピンク         | なし | アミねえさん                           | 水 ■ ↓ 桃 ■            | 『帰ってきたキョウリュウジャー』             | なし | ☆ 【ゲスト】                        |
| 獣電戦隊キョウリュウジャー（100年後）         | キョウリュウバイオレット ↓ キョウリュウゴールド | なし | ウッピー （岩泉馬ノ介）                | 紫 ■ ↓ 金 ■            | 『帰ってきたキョウリュウジャー』             | なし | 【ゲスト】                          |
| なし                                          | デスリュウジャー                                | なし | 獰猛の戦騎D                            | 紺赤 ■                 | 『キョウリュウジャー』劇場版                 | なし | 【悪】                              |
| 烈車戦隊トッキュウジャー                      |                                                 | |                                        |                        |                                              | |                                     |
| 烈車戦隊トッキュウジャー                      | トッキュウ1号                                   | トッキュウ1号ライオン ハイパートッキュウ1号 闇のトッキュウ1号 虹のトッキュウ1号 | ライト （鈴樹来斗）                    | 赤 ■ 黒 ■ 虹 □         |                                              | 『キョウリュウジャーVSゴーバスターズ』 『トッキュウジャーVS鎧武』 『仮面ライダー大戦 feat.スーパー戦隊』 『ニンニンジャーVSトッキュウジャー』 『ジュウオウジャーVSニンニンジャー』 『ジュウオウジャー』第28話 『超スーパーヒーロー大戦』 『ゼンカイジャー THE MOVIE』 『スーパーヒーロー戦記』 『ゼンカイジャーVSキラメイジャーVSセンパイジャー』 『ブンブンジャー』第32話                                                    | ◎                                   |
| 烈車戦隊トッキュウジャー                      | トッキュウ2号                                   | トッキュウ2号イーグル ハイパートッキュウ2号 | トカッチ （渡嘉敷晴）                  | 青 ■                   |                                              | 『キョウリュウジャーVSゴーバスターズ』 『トッキュウジャーVS鎧武』 『仮面ライダー大戦 feat.スーパー戦隊』 『ニンニンジャーVSトッキュウジャー』 『ジュウオウジャー』第28話 | ◇                                   |
| 烈車戦隊トッキュウジャー                      | トッキュウ3号                                   | トッキュウ3号ワイルドキャット ハイパートッキュウ3号 | ミオ （夏目美緒）                      | 黄 ■                   |                                              | 『キョウリュウジャーVSゴーバスターズ』 『トッキュウジャーVS鎧武』 『仮面ライダー大戦 feat.スーパー戦隊』 『ニンニンジャーVSトッキュウジャー』 『ジュウオウジャー』第28話 | ☆                                   |
| 烈車戦隊トッキュウジャー                      | トッキュウ4号                                   | トッキュウ4号アリゲーター ハイパートッキュウ4号 | ヒカリ （野々村洸）                    | 緑 ■                   |                                              | 『キョウリュウジャーVSゴーバスターズ』 『トッキュウジャーVS鎧武』 『仮面ライダー大戦 feat.スーパー戦隊』 『ニンニンジャーVSトッキュウジャー』 『ジュウオウジャー』第28話 |                                     |
| 烈車戦隊トッキュウジャー                      | トッキュウ5号                                   | トッキュウ5号パンダ ハイパートッキュウ5号 | カグラ （泉神楽）                      | 桃 ■                   |                                              | 『キョウリュウジャーVSゴーバスターズ』 『トッキュウジャーVS鎧武』 『仮面ライダー大戦 feat.スーパー戦隊』 『ニンニンジャーVSトッキュウジャー』 『ジュウオウジャー』第28話 『スーパー戦隊最強バトル!!』 | ☆                                   |
| 烈車戦隊トッキュウジャー                      | トッキュウ6号                                   | ザラム怪人態 ハイパートッキュウ6号 | 虹野明 （ザラム）                      | 橙 ■                   | 第17話 -                                     | 『ニンニンジャーVSトッキュウジャー』 『動物戦隊ジュウオウジャー スーパー動物大戦』 『ブンブンジャー』第32話 | 【追加】                            |
| 烈車戦隊トッキュウジャー                      | 夢の超トッキュウ7号                             | ハイパートッキュウ7号 | 元車掌                                 | 紫 ■                   | 『行って帰ってきた烈車戦隊トッキュウジャー』 | なし | 【ゲスト】                          |
| 手裏剣戦隊ニンニンジャー                      |                                                 | |                                        |                        |                                              | |                                     |
| 手裏剣戦隊ニンニンジャー                      | アカニンジャー （暴れて天晴）                   | アカニンジャー超絶 | 伊賀崎天晴                             | 赤 ■                   |                                              | 『トッキュウジャーVSキョウリュウジャー』 『ニンニンジャーVSドライブ』 『スーパーヒーロー大戦GP』 『ジュウオウジャーVSニンニンジャー』 『超スーパーヒーロー大戦』 『スーパー戦隊最強バトル!!』 『ゼンカイジャー THE MOVIE』 『スーパーヒーロー戦記』 『ゼンカイジャーVSキラメイジャーVSセンパイジャー』 | ◎                                   |
| 手裏剣戦隊ニンニンジャー                      | アオニンジャー （轟け八雲）                     | アオニンジャー超絶 アオライダー（仮面戦隊ゴライダー） | 加藤・クラウド・八雲                   | 青 ■                   |                                              | 『トッキュウジャーVSキョウリュウジャー』 『ニンニンジャーVSドライブ』 『スーパーヒーロー大戦GP』 『ジュウオウジャーVSニンニンジャー』 『超スーパーヒーロー大戦』 | ◇                                   |
| 手裏剣戦隊ニンニンジャー                      | キニンジャー （きらめきの凪）                   | キニンジャー超絶 | 松尾凪                                 | 黄 ■                   |                                              | 『トッキュウジャーVSキョウリュウジャー』 『ニンニンジャーVSドライブ』 『スーパーヒーロー大戦GP』 『ジュウオウジャーVSニンニンジャー』 |                                     |
| 手裏剣戦隊ニンニンジャー                      | シロニンジャー （ひとひら風花）                 | なし | 伊賀崎風花                             | 白 □                   |                                              | 『トッキュウジャーVSキョウリュウジャー』 『ニンニンジャーVSドライブ』 『スーパーヒーロー大戦GP』 『動物戦隊ジュウオウジャー スーパー動物大戦』 『ジュウオウジャーVSニンニンジャー』 | ☆                                   |
| 手裏剣戦隊ニンニンジャー                      | モモニンジャー （揺らめく霞）                   | なし | 百地霞                                 | 桃 ■                   |                                              | 『トッキュウジャーVSキョウリュウジャー』 『ニンニンジャーVSドライブ』 『スーパーヒーロー大戦GP』 『ジュウオウジャーVSニンニンジャー』 | ☆                                   |
| 手裏剣戦隊ニンニンジャー                      | スターニンジャー （彩の星）                     | スターニンジャー超絶 スーパースターニンジャー | キンジ・タキガワ                       | 金 ■                   | 第9話 -                                      | 『ジュウオウジャーVSニンニンジャー』 | 【追加】                            |
| 手裏剣戦隊ニンニンジャー                      | アカニンジャー（旋風） （切り裂く旋風）         | なし | 伊賀崎旋風                             | 赤 ■                   | 第45話                                       | 『ジュウオウジャーVSニンニンジャー』 | 【ゲスト】                          |
| 手裏剣戦隊ニンニンジャー                      | アカニンジャー（好天） （果てなき日輪）         | なし | 伊賀崎好天                             | 赤 ■                   | 第45話                                       | なし | 【ゲスト】 【死亡】                 |
| 手裏剣戦隊ニンニンジャー                      | ミドニンジャー （たぎる十六夜）                 | なし | 九重ルナ                               | 緑 ■                   | 『帰ってきたニンニンジャー』                 | なし | ☆ 【ゲスト】                        |
| 手裏剣戦隊ニンニンジャー                      | アカニンジャー（快晴） （本日快晴）             | なし | 伊賀崎快晴                             | 赤 ■                   | 『ジュウオウジャーVSニンニンジャー』         | なし | 【ゲスト】                          |
| なし                                          | 闇アカニンジャー                                | なし | なし                                   | 黒 ■ 赤 ■              | 『ニンニンジャーVSトッキュウジャー』         | なし | 【悪】                              |

### 『ジュウオウジャー』 - 『キラメイジャー』
| 戦隊名                                           | 戦士名                                                                                          | 派生形態 | 変身者・正体             | カラー                   | 登場話                                            | ゲスト登場話 | 備考                           |
| 動物戦隊ジュウオウジャー                         | 動物戦隊ジュウオウジャー                                                                        | 動物戦隊ジュウオウジャー | 動物戦隊ジュウオウジャー | 動物戦隊ジュウオウジャー | 動物戦隊ジュウオウジャー                          | 動物戦隊ジュウオウジャー | 動物戦隊ジュウオウジャー       |
| ------------------------------------------------ | ----------------------------------------------------------------------------------------------- | --- | ------------------------ | ------------------------ | ------------------------------------------------- | --- | ------------------------------ |
| 動物戦隊ジュウオウジャー                         | ジュウオウイーグル （大空の王者）                                                               | 野性解放モード ジュウオウゴリラ （ジャングルの王者） ジュウオウホエール （王者の中の王者） 野性大解放モード ジュウオウコンドル （蒼穹の王者） | 風切大和                 | 赤 ■ 紫 ■                |                                                   | 『ニンニンジャーVSトッキュウジャー』 『仮面ライダーゴースト』第24話 『超スーパーヒーロー大戦』 『キョウリュウジャーブレイブ（日本語版）』第12話 『スーパー戦隊最強バトル!!』 『ゼンカイジャー THE MOVIE』 『スーパーヒーロー戦記』 『ゼンカイジャーVSキラメイジャーVSセンパイジャー』 | ◎                              |
| 動物戦隊ジュウオウジャー                         | ジュウオウシャーク （荒海の王者）                                                               | 野性解放モード | セラ                     | 青 ■                     |                                                   | 『ニンニンジャーVSトッキュウジャー』 『超スーパーヒーロー大戦』 『キョウリュウジャーブレイブ（日本語版）』第12話 | ☆ ◇                            |
| 動物戦隊ジュウオウジャー                         | ジュウオウライオン （サバンナの王者）                                                           | 野性解放モード | レオ                     | 黄 ■                     |                                                   | 『ニンニンジャーVSトッキュウジャー』 『超スーパーヒーロー大戦』 『キョウリュウジャーブレイブ（日本語版）』第12話 |                                |
| 動物戦隊ジュウオウジャー                         | ジュウオウエレファント （森林の王者）                                                           | 野性解放モード | タスク                   | 緑 ■                     |                                                   | 『ニンニンジャーVSトッキュウジャー』 『超スーパーヒーロー大戦』 『キョウリュウジャーブレイブ（日本語版）』第12話 |                                |
| 動物戦隊ジュウオウジャー                         | ジュウオウタイガー （雪原の王者）                                                               | 野性解放モード | アム                     | 白 □                     |                                                   | 『ニンニンジャーVSトッキュウジャー』 『超スーパーヒーロー大戦』 『キョウリュウジャーブレイブ（日本語版）』第12話 | ☆                              |
| 動物戦隊ジュウオウジャー                         | ジュウオウザワールド （ザワールド） （世界の王者→地球の王者）                                   | ライノスフォーム クロコダイルフォーム ウルフフォーム 野性大解放モード | 門藤操                   | 黒 ■ 金 ■ 銀 ■           | 第17話 -                                          | 『超スーパーヒーロー大戦』 『ルパンレンジャーVSパトレンジャーVSキュウレンジャー』 | 【悪】 ↓ 【追加】              |
| 動物戦隊ジュウオウジャー                         | ジュウオウバード （天空の王者）                                                                 | 野性解放モード ジュウオウコンドル （蒼穹の王者） | バド                     | 橙 ■ 紫 ■                | 第37 - 38話 第42話・第44 - 46話                   | | ★ 【番外】                     |
| 動物戦隊ジュウオウジャー                         | ジュウオウヒューマン （人類の王者）                                                             | なし | 森真理夫                 | 桃 ■                     |                                                   | 第44話 |                                |
| 宇宙戦隊キュウレンジャー                         |                                                                                                 | |                          |                          |                                                   | |                                |
| 宇宙戦隊キュウレンジャー                         | シシレッド （スーパースター）                                                                   | ペガサスシシレッド （ダンシングスター） タイヨウシシレッド （シャイニングスター） シシレッドムーン （ムーディースター） シシレッドオリオン （ミラクルスター） | ラッキー                 | 赤 ■ 水 ■ 紅 ■ 黄 ■ 白 □ |                                                   | 『ジュウオウジャーVSニンニンジャー』 『超スーパーヒーロー大戦』 『仮面ライダーエグゼイド』第24話 『ルパンレンジャーVSパトレンジャーVSキュウレンジャー』 『ゼンカイジャー THE MOVIE』 『スーパーヒーロー戦記』 『ゼンカイジャーVSキラメイジャーVSセンパイジャー』                      | ◎                              |
| 宇宙戦隊キュウレンジャー                         | サソリオレンジ （ポイズンスター）                                                               | イッカクジュウアーム | スティンガー             | 橙 ■                     | 第3話 -                                           | 『ジュウオウジャーVSニンニンジャー』 『超スーパーヒーロー大戦』 『スーパー戦隊最強バトル!!』 『ルパンレンジャーVSパトレンジャーVSキュウレンジャー』 | ◇                              |
| 宇宙戦隊キュウレンジャー                         | オオカミブルー （ビーストスター）                                                               | なし | ガル                     | 青 ■                     |                                                   | 『ジュウオウジャーVSニンニンジャー』 『超スーパーヒーロー大戦』 『ルパンレンジャーVSパトレンジャーVSキュウレンジャー』 |                                |
| 宇宙戦隊キュウレンジャー                         | テンビンゴールド （トリックスター）                                                             | なし | バランス                 | 金 ■                     | 第2話 -                                           | 『ジュウオウジャーVSニンニンジャー』 『超スーパーヒーロー大戦』 『ルパンレンジャーVSパトレンジャーVSキュウレンジャー』 |                                |
| 宇宙戦隊キュウレンジャー                         | オウシブラック （リングスター）                                                                 | なし | チャンプ                 | 黒 ■                     |                                                   | 『ジュウオウジャーVSニンニンジャー』 『超スーパーヒーロー大戦』 『ルパンレンジャーVSパトレンジャーVSキュウレンジャー』 |                                |
| 宇宙戦隊キュウレンジャー                         | ヘビツカイシルバー （サイレントスター）                                                         | ヘビツカイメタル （正義） | ナーガ・レイ             | 銀 ■ 紫・黄 ■ □          | 第2話 - 26話、第31話 -                            | 『ジュウオウジャーVSニンニンジャー』 『超スーパーヒーロー大戦』 『ルパンレンジャーVSパトレンジャーVSキュウレンジャー』 | 【離脱】 ↓ 【悪】 ↓ 【復帰】   |
| 宇宙戦隊キュウレンジャー                         | カメレオングリーン （シノビスター）                                                             | タイヨウカメレオングリーン （シャイニングシノビスター） カメレオングリーンムーン （ムーディーシノビスター） | ハミィ                   | 緑 ■ 紅 ■ 黄 ■           |                                                   | 『ジュウオウジャーVSニンニンジャー』 『超スーパーヒーロー大戦』 『ルパンレンジャーVSパトレンジャーVSキュウレンジャー』 | ☆                              |
| 宇宙戦隊キュウレンジャー                         | ワシピンク （スピードスター）                                                                   | なし | ラプター283              | 桃 ■                     | 第4話 -                                           | 『ジュウオウジャーVSニンニンジャー』 『超スーパーヒーロー大戦』 『ルパンレンジャーVSパトレンジャーVSキュウレンジャー』 『スーパーヒーロー戦記』 | ☆ ★                            |
| 宇宙戦隊キュウレンジャー                         | カジキイエロー （フードマイスター）                                                             | ペガサスカジキイエロー （ダンシングマイスター） | スパーダ                 | 黄 ■ 水 ■                |                                                   | 『ジュウオウジャーVSニンニンジャー』 『超スーパーヒーロー大戦』 『ルパンレンジャーVSパトレンジャーVSキュウレンジャー』 |                                |
| 宇宙戦隊キュウレンジャー                         | リュウコマンダー （ドラゴンマスター）                                                           | リュウバイオレット | ショウ・ロンポー         | 紫 ■                     | 第8話 -                                           | 『ルパンレンジャーVSパトレンジャーVSキュウレンジャー』 『スーパーヒーロー戦記』 『ブンブンジャー formation lap』 | 【追加】                       |
| 宇宙戦隊キュウレンジャー                         | コグマスカイブルー （ビッグスター）                                                             | オオグマスカイブルー （ビッグリスター） | 佐久間小太郎             | 水 ■                     | 第10話 -                                          | 『ルパンレンジャーVSパトレンジャーVSキュウレンジャー』 | ▼ 【追加】                     |
| 宇宙戦隊キュウレンジャー                         | ホウオウソルジャー （スペースバスター）                                                         | なし | 鳳ツルギ                 | 真紅 ■ 紺 ■              | 第21話 -                                          | 『ルパンレンジャーVSパトレンジャーVSキュウレンジャー』 | ◎【追加】                      |
| なし                                             | ヘビツカイメタル （悪）                                                                         | なし | ダークナーガ             | 銀 ■ 紫・黄 ■ □          | 第26 - 31話                                       | なし | 【悪】                         |
| ジャーク戦隊ゴインダベー                         | ダベレッド                                                                                      | なし | なし                     | 赤 ■                     | 第27話                                            | なし | ◎ 【悪】                       |
| ジャーク戦隊ゴインダベー                         | ダベブルー                                                                                      | なし | なし                     | 青 ■                     | 第27話                                            | なし | 【悪】                         |
| ジャーク戦隊ゴインダベー                         | ダベブラック                                                                                    | なし | なし                     | 黒 ■                     | 第27話                                            | なし | 【悪】                         |
| ジャーク戦隊ゴインダベー                         | ダベイエロー                                                                                    | なし | なし                     | 黄 ■                     | 第27話                                            | なし | 【悪】                         |
| ジャーク戦隊ゴインダベー                         | ダベコマンダー                                                                                  | なし | なし                     | 紫 ■                     | 第27話                                            | なし | ☆ 【悪】                       |
| 快盗戦隊ルパンレンジャーVS警察戦隊パトレンジャー |                                                                                                 | |                          |                          |                                                   | |                                |
| 快盗戦隊ルパンレンジャー                         | ルパンレッド                                                                                    | ルパンレッド分身 ナイトブースト マジックアローブースト スプラッシュブースト スーパールパンレッド スーパールパンレッド（シザーシールド装備） ルパントリコロール | 夜野魁利                 | 赤 ■                     |                                                   | 『リュウソウジャーVSルパンレンジャーVSパトレンジャー』 『ゼンカイジャー THE MOVIE』 『スーパーヒーロー戦記』 『ゼンカイジャーVSキラメイジャーVSセンパイジャー』 | ◎                              |
| 快盗戦隊ルパンレンジャー                         | ルパンブルー                                                                                    | ナイトブースト スプラッシュブースト マジックアローブースト テント装備 ブレードブーメラン装備 ルパントリコロール スーパールパンブルー | 宵町透真                 | 青 ■                     |                                                   | 『リュウソウジャーVSルパンレンジャーVSパトレンジャー』 | ◇                              |
| 快盗戦隊ルパンレンジャー                         | ルパンイエロー                                                                                  | ブレードブーメラン装備 ナイトブースト スプラッシュブースト テント装備 マジックアローブースト ルパントリコロール スーパールパンイエロー | 早見初美花               | 黄 ■                     |                                                   | 『リュウソウジャーVSルパンレンジャーVSパトレンジャー』 | ☆                              |
| 快盗戦隊ルパンレンジャー                         | ルパンエックス （孤高に煌めく快盗）                                                             | スーパールパンエックス （孤高に煌めく快盗） | 高尾ノエル               | 銀 ■                     | 第20話 -                                          | 『リュウソウジャーVSルパンレンジャーVSパトレンジャー』 | 【追加】                       |
| 警察戦隊パトレンジャー                           | パトレン1号                                                                                     | パトレンU号 ストロングブースト テント装備 スーパーパトレン1号 ブレードブーメラン装備 スプラッシュブースト | 朝加圭一郎               | 赤 ■                     |                                                   | 『スーパー戦隊最強バトル!!』 『リュウソウジャーVSルパンレンジャーVSパトレンジャー』 『ゼンカイジャー THE MOVIE』 『スーパーヒーロー戦記』 『ゼンカイジャーVSキラメイジャーVSセンパイジャー』                                                                                          | ◎                              |
| 警察戦隊パトレンジャー                           | パトレン2号                                                                                     | パトレンU号 ストロングブースト マジックアローブースト スーパーパトレン2号 | 陽川咲也                 | 緑 ■                     |                                                   | 『リュウソウジャーVSルパンレンジャーVSパトレンジャー』 |                                |
| 警察戦隊パトレンジャー                           | パトレン3号                                                                                     | パトレンU号 ナイトブースト スーパーパトレン3号 | 明神つかさ               | 桃 ■                     |                                                   | 『リュウソウジャーVSルパンレンジャーVSパトレンジャー』 | ☆◇                             |
| 警察戦隊パトレンジャー                           | パトレンエックス （気高く輝く警察官） （国際警察潜入捜査官）                                    | スーパーパトレンエックス | 高尾ノエル               | 金 ■                     | 第20話 -                                          | 『リュウソウジャーVSルパンレンジャーVSパトレンジャー』 | 【追加】                       |
| 4週連続スペシャル スーパー戦隊最強バトル!!       |                                                                                                 | |                          |                          |                                                   | |                                |
| なし                                             | ガイソーグ                                                                                      | なし | ルカ・ミルフィ           | 紫 ■                     | battle1                                           | なし |                                |
| なし                                             | ガイソーグ                                                                                      | なし | 伊賀崎天晴               | 紫 ■                     | battle2                                           | なし |                                |
| なし                                             | ガイソーグ                                                                                      | なし | スティンガー             | 紫 ■                     | battle3                                           | なし |                                |
| なし                                             | ガイソーグの冠                                                                                  | なし | キャプテン・マーベラス   | 紫 ■                     | battle3                                           | なし |                                |
| なし                                             | ガイソーグ                                                                                      | なし | リタ                     | 紫 ■                     | finalbattle                                       | なし |                                |
| 騎士竜戦隊リュウソウジャー                       |                                                                                                 | |                          |                          |                                                   | |                                |
| 騎士竜戦隊リュウソウジャー                       | リュウソウレッド （勇猛の騎士）                                                                 | ツヨソウル クサソウル ミガケソウル カタソウル ハヤソウル プクプクソウル ネムソウル ミストソウル メラメラソウル カルソウル ノビソウル コスモソウル カガヤキソウル ドッシンソウル ヒエヒエソウル ガイソーグ（鎧） マックスリュウソウレッド （最強の騎士） ノブレスリュウソウレッド （高貴なる騎士） ナイトブースト ルパンレッド キラメイ装 | コウ                     | 赤 ■                     |                                                   | 『キラメイジャーVSリュウソウジャー』 『ゼンカイジャー THE MOVIE』 『スーパーヒーロー戦記』 『ゼンカイジャーVSキラメイジャーVSセンパイジャー』 | ◎                              |
| 騎士竜戦隊リュウソウジャー                       | リュウソウブルー （叡智の騎士）                                                                 | ノビソウル ツヨソウル カルソウル ミガケソウル マワリソウル ミエソウル カワキソウル オモソウル カタソウル ミストソウル ハヤソウル マブシソウル ドッシンソウル ノブレスリュウソウブルー （高貴なる騎士） ヒエヒエソウル マジックアローブースト ルパンブルー キラメイ装                                                                     | メルト                   | 青 ■                     |                                                   | 『キラメイジャーVSリュウソウジャー』 |                                |
| 騎士竜戦隊リュウソウジャー                       | リュウソウピンク （剛健の騎士）                                                                 | オモソウル ムキムキソウル カルソウル ツヨソウル マワリソウル クサソウル ドッシンソウル ストロングブースト ルパンイエロー キラメイ装 | アスナ                   | 桃 ■                     |                                                   | 『キラメイジャーVSリュウソウジャー』 | ☆                              |
| 騎士竜戦隊リュウソウジャー                       | リュウソウグリーン （疾風の騎士）                                                               | ハヤソウル ノビソウル マブシソウル マワリソウル プクプクソウル カルソウル カタソウル ツヨソウル ドッシンソウル コスモソウル 最終回の光るリュウソウグリーン スーパーリュウソウグリーン キラメイ装 | トワ                     | 緑 ■                     |                                                   | 『スーパー戦隊最強バトル!!』 『キラメイジャーVSリュウソウジャー』 |                                |
| 騎士竜戦隊リュウソウジャー                       | リュウソウブラック （威風の騎士）                                                               | カタソウル マブシソウル クンクンソウル ノビソウル オモソウル ツヨソウル カルソウル ミストソウル カクレソウル ミガケソウル メラメラソウル カワキソウル ミエソウル キラメイ装 | バンバ                   | 黒 ■                     |                                                   | 『スーパー戦隊最強バトル!!』 『キラメイジャーVSリュウソウジャー』 | ◇                              |
| 騎士竜戦隊リュウソウジャー                       | リュウソウゴールド （栄光の騎士）                                                               | ビリビリソウル クラヤミソウル コスモソウル ノブレスリュウソウゴールド （高貴なる騎士） | カナロ                   | 金 ■                     | 第14話 -                                          | 『キラメイジャーVSリュウソウジャー』 | 【追加】                       |
| 騎士竜戦隊リュウソウジャー                       | ガイソーグ （不屈の騎士）                                                                       | | ナダ                     | 紫 ■                     | 第32 - 33話                                       | | 【番外】 【死亡】              |
| 騎士竜戦隊リュウソウジャー                       | リュウソウブラウン                                                                              | | 龍井尚久セトー憑依       | 茶 ■                     | 第46話                                            | | 【ゲスト】 【共闘】 【消滅】   |
| 騎士竜戦隊リュウソウジャー                       | リュウソウレッド（先代）                                                                        | マックスリュウソウレッド（幻） | マスターレッド           | 赤 ■                     | 第1話                                             | | 【ゲスト】 【先代】 【死亡】   |
| 騎士竜戦隊リュウソウジャー                       | リュウソウブルー（先代）                                                                        | | マスターブルー           | 青 ■                     | 第1話                                             | | 【ゲスト】 【先代】 【死亡】   |
| 騎士竜戦隊リュウソウジャー                       | リュウソウピンク（先代）                                                                        | | マスターピンク           | 桃 ■                     | 第1話                                             | | ☆ 【ゲスト】 【先代】 【死亡】 |
| 騎士竜戦隊リュウソウジャー                       | リュウソウブラック（先代）                                                                      | | マスターブラック         | 黒 ■                     | 第45話                                            | | 【ゲスト】 【先代】 【退任】   |
| なし                                             | ガイソーグ （さまよう鎧）                                                                       | | ナダ                     | 紫 ■                     | 第12話・第13話・第20話・第26話・第27話、第29-32話 | | 【悪】 【共闘後死亡】          |
| なし                                             | ガイソーグ                                                                                      | | マスターグリーン         | 紫 ■                     | 第30話、第45話                                    | | 【ゲスト】 【先代】 【故人】   |
| なし                                             | ガイソーグ                                                                                      | | ヴァルマ                 | 紫 ■                     | 劇場版                                            | |                                |
| なし                                             | リュウソウモーリア                                                                              | | 浅沼                     | 銀・茶 ■                 | ファイナルライブツアー2020おはなしCD              | 漫画版 |                                |
| 魔進戦隊キラメイジャー                           |                                                                                                 | |                          |                          |                                                   | |                                |
| 魔進戦隊キラメイジャー                           | キラメイレッド （ひらめきスパークリング） （ひらめきスパークにゃング）                          | ゴーキラメイレッド | 熱田充瑠                 | 赤 ■                     |                                                   | 『ゼンカイジャー THE MOVIE』 『スーパーヒーロー戦記』 『ゼンカイジャーVSキラメイジャーVSセンパイジャー』 | ◎                              |
| 魔進戦隊キラメイジャー                           | キラメイレッド（代役ン）                                                                        | |                          | 赤 ■                     |                                                   | | ◎                              |
| 魔進戦隊キラメイジャー                           | キラメイイエロー （導きシューティング）                                                         | ゴーキラメイイエロー ゴーキラメイイエロー（センタージェム） | 射水為朝                 | 黄 ■                     |                                                   | 『エピソードZERO』 『ゼンカイジャーVSキラメイジャーVSセンパイジャー』 | ◇                              |
| 魔進戦隊キラメイジャー                           | キラメイイエロー（代役ン）                                                                      | | 射水為朝（代役ン）       | 黄 ■                     |                                                   | | ◇                              |
| 魔進戦隊キラメイジャー                           | キラメイグリーン （突撃ライトニング） （突撃ライトにゃング）                                    | ゴーキラメイグリーン ゴーキラメイグリーン（センタージェム） | 速見瀬奈                 | 緑 ■                     |                                                   | 『エピソードZERO』 『ゼンカイジャーVSキラメイジャーVSセンパイジャー』 | ☆                              |
| 魔進戦隊キラメイジャー                           | キラメイグリーン（代役ン）                                                                      | | 速見瀬奈（代役ン）       | 緑 ■                     |                                                   | | ☆                              |
| 魔進戦隊キラメイジャー                           | キラメイブルー （切っ先アンストッパブル）                                                       | ゴーキラメイブルー ゴーキラメイブルー（センタージェム） | 押切時雨                 | 青 ■                     |                                                   | 『エピソードZERO』 『スーパーヒーロー戦記』 『ゼンカイジャーVSキラメイジャーVSセンパイジャー』 |                                |
| 魔進戦隊キラメイジャー                           | キラメイピンク （手さばきインクレディブル） （てばさきインゲン豆） （手さばきインクレにゃブル） | ゴーキラメイピンク ゴーキラメイピンク（センタージェム） | 大治小夜                 | 桃 ■                     |                                                   | 『エピソードZERO』 『ゼンカイジャーVSキラメイジャーVSセンパイジャー』 | ☆                              |
| 魔進戦隊キラメイジャー                           | キラメイシルバー （貫きシャイニング）                                                           | シャイニングキラメイストーン 邪悪シルバー | クリスタリア宝路         | 銀 ■                     | 第12話 -                                          | 『テン・ゴーカイジャー』 『ゼンカイジャーVSキラメイジャーVSセンパイジャー』 | ▼ 【追加】                     |
| 魔進戦隊キラメイジャー                           | キラメイゴールド （遅咲きクリエイティブ）                                                       | | 博多南無鈴               | 金 ■                     | 第30話                                            | |                                |
| 魔進戦隊キラメイジャー                           | キラメイグリーン1                                                                               | キラメイグリーン1234 | 瀬奈1                    | 緑 ■                     | 第37話                                            | | ☆                              |
| 魔進戦隊キラメイジャー                           | キラメイグリーン2                                                                               | キラメイグリーン1234 | 瀬奈2                    | 緑 ■                     | 第37話                                            | | ☆                              |
| 魔進戦隊キラメイジャー                           | キラメイグリーン3                                                                               | キラメイグリーン1234 | 瀬奈3                    | 緑 ■                     | 第37話                                            | | ☆                              |
| 魔進戦隊キラメイジャー                           | キラメイグリーン4                                                                               | キラメイグリーン1234 | 瀬奈4                    | 緑 ■                     | 第37話                                            | | ☆                              |
| 魔進戦隊キラメイジャー                           | キラメイグリーン5                                                                               | | 瀬奈5                    | 緑 ■                     | 第37話                                            | | ☆                              |
| 魔進戦隊キラメイジャー魔進バージョン             | キラメイファイヤ （ひらめきスパークリング）                                                     | | 熱田充瑠（ファイヤ）     | 赤 ■                     | 第19話                                            | | ◎                              |
| 魔進戦隊キラメイジャー魔進バージョン             | キラメイジェッタ （切っ先アンストッパブル）                                                     | | 押切時雨（ジェッタ）     | 青 ■                     | 第19話                                            | |                                |
| 魔進戦隊キラメイジャー魔進バージョン             | キラメイマッハ （突撃ライトニング）                                                             | | 速見瀬奈（マッハ）       | 緑 ■                     | 第19話                                            | | ☆                              |
| 魔進戦隊キラメイジャー魔進バージョン             | キラメイショベロー （導きシューティング）                                                       | | 射水為朝（ショベロー）   | 黄 ■                     | 第19話                                            | | ◇                              |
| 魔進戦隊キラメイジャー魔進バージョン             | キラメイヘリコ （手さばきインクレディブル）                                                     | | 大治小夜（ヘリコ）       | 桃 ■                     | 第19話                                            | | ☆                              |

### 『ゼンカイジャー』 - 『ゴジュウジャー』
- ドンブラザーズがアバターチェンジで2段変身した戦士、ゴジュウジャーがユニバース指輪でエンゲージした戦士のうち、同作品内にて初登場した形態以外の詳細は基本的に記載しないものとする。

| 戦隊名                              | 戦士名                                                         | 派生形態 | 変身者・正体                              | カラー                 | 登場話                          | ゲスト登場話 | 備考                           |
| 機界戦隊ゼンカイジャー              | 機界戦隊ゼンカイジャー                                         | 機界戦隊ゼンカイジャー                                                                                         | 機界戦隊ゼンカイジャー                    | 機界戦隊ゼンカイジャー | 機界戦隊ゼンカイジャー          | 機界戦隊ゼンカイジャー | 機界戦隊ゼンカイジャー         |
| ----------------------------------- | -------------------------------------------------------------- | --- | ----------------------------------------- | ---------------------- | ------------------------------- | --- | ------------------------------ |
| 機界戦隊ゼンカイジャー              | ゼンカイザー （秘密のパワー）                                  | スーパーゼンカイザー キラメキゼンカイザー ゴールドンゼンカイザー                                               | 五色田介人                                | 白 □                   | 第1話                           | 『ドンブラザーズ』 『ドンブラザーズVSゼンカイジャー』                                                                              | ◎ ▼                            |
| 機界戦隊ゼンカイジャー              | ゼンカイジュラン （恐竜パワー）                                | ジュランティラノ                                                                                               | ジュラン                                  | 赤 ■                   | 第1話                           | 『ドンブラザーズ』 『ドンブラザーズVSゼンカイジャー』                                                                              | ◇ ▼                            |
| 機界戦隊ゼンカイジャー              | ゼンカイガオーン （百獣パワー）                                | ガオーンライオン                                                                                               | ガオーン                                  | 黄 ■                   | 第2話                           | 『ドンブラザーズVSゼンカイジャー』                                                                                                 | ▼                              |
| 機界戦隊ゼンカイジャー              | ゼンカイマジーヌ （魔法パワー）                                | マジンドラゴン                                                                                                 | マジーヌ                                  | 桃 ■                   | 第3話                           | 『ドンブラザーズVSゼンカイジャー』                                                                                                 | ☆ ▼                            |
| 機界戦隊ゼンカイジャー              | ゼンカイブルーン （轟轟パワー）                                | ブルーンダンプ                                                                                                 | ブルーン                                  | 青 ■                   | 第4話                           | 『ドンブラザーズVSゼンカイジャー』                                                                                                 | ▼                              |
| 世界海賊ゴールドツイカー一家        | ツーカイザー （海賊のパワー）                                  | オーレンフォーム シンケンフォーム スーパーツーカイザー スーパーツーカイザーSD キラメキツーカイザー             | ゾックス・ゴールドツイカー                | 金 ■                   | 第8話                           | 『仮面ライダーセイバー』特別章 『ツーカイザー×ゴーカイジャー』 『ドンブラザーズVSゼンカイジャー』 『ブンブンジャー formation lap』 | ▼ 【追加】                     |
| 世界海賊ゴールドツイカー一家        | ツーカイカッタナー （侍パワー）                                | シンケンフォーム ツーカイオーカッタナー                                                                        | カッタナー・ゴールドツイカー              | 赤 ■                   | 第9話                           | | ▼ 【追加】                     |
| 世界海賊ゴールドツイカー一家        | ツーカイリッキー （超力パワー）                                | オーレンフォーム ツーカイオーリッキー                                                                          | リッキー・ゴールドツイカー                | 青 ■                   | 第9話                           | | ▼ 【追加】                     |
| 世界海賊ゴールドツイカー一家        | ツーカイフリント（発明のパワー）                               | | フリント・ゴールドツイカー                | 銀・桃 ■               | ゼンカイジャーショー千秋楽      | | ☆                              |
| 世界海賊ゴールドツイカー一家        | ツーカイザー（フリント ゴーカイチェンジver.） （海賊のパワー） | | フリント・ゴールドツイカー                | 金 ■                   | 『ツーカイザー×ゴーカイジャー』 | | ☆                              |
| なし                                | ゼンカイレッド （レッドのパワー）                              | | ゼンカイレッド                            | 赤 ■                   | 『ゼンカイレッド大紹介!』       | |                                |
| キカイトピア王朝トジテンド          | ステイシーザー （暗黒のパワー）                                | ステイシーザー（強化形態）                                                                                     | ステイシー                                | 紫 ■                   | 第7話                           | 『ドンブラザーズVSゼンカイジャー』                                                                                                 | 【悪】 【共闘】                |
| キカイトピア王朝トジテンド          | ハカイザー （機械のパワー）                                    | ハカイザー・改                                                                                                 | 五色田功                                  | 赤 ■                   | 第29話                          | 『ドンブラザーズVSゼンカイジャー』                                                                                                 | 【悪】 【共闘】                |
| リサイクル戦隊ダイワルジャー        | ダイリサイクルワルド                                           | | なし                                      |                        | 第13話                          | | ◎ ▼ 【悪】                     |
| リサイクル戦隊ダイワルジャー        | ダイキノコワルド                                               | | なし                                      |                        | 第13話                          | | ▼ 【悪】                       |
| リサイクル戦隊ダイワルジャー        | ダイコオリワルド                                               | | なし                                      |                        | 第13話                          | | ▼ 【悪】                       |
| リサイクル戦隊ダイワルジャー        | ダイボクシングワルド                                           | | なし                                      |                        | 第13話                          | | ▼ 【悪】                       |
| リサイクル戦隊ダイワルジャー        | ダイスシワルド                                                 | | なし                                      |                        | 第13話                          | | ▼ 【悪】                       |
| 暴太郎戦隊ドンブラザーズ            |                                                                | |                                           |                        |                                 | |                                |
| 暴太郎戦隊ドンブラザーズ            | ドンモモタロウ （桃から生まれた！）                            | ドンモモタロウアルター ドンロボタロウ ゴールドンモモタロウ ドンゼンカイモモタロウ ゴールドンモモタロオージャー | 桃井タロウ                                | 赤 ■ 金 ■              | 第1話                           | 『ゼンカイジャー』第42話 『キングオージャーVSドンブラザーズ』                                                                      | ◎ ▼                            |
| 暴太郎戦隊ドンブラザーズ            | サルブラザー （浮世におさらば！）                              | サルブラザーロボタロウ                                                                                         | 猿原真一                                  | 青 ■                   | 第3話                           | 『キングオージャーVSドンブラザーズ』                                                                                               | ◇ ▼                            |
| 暴太郎戦隊ドンブラザーズ            | オニシスター （マンガのマスター！）                            | オニシスターロボタロウ                                                                                         | 鬼頭はるか                                | 黄 ■                   | 第1話                           | 『キングオージャーVSドンブラザーズ』                                                                                               | ☆ ▼ 【退任】 【復帰】          |
| 暴太郎戦隊ドンブラザーズ            | イヌブラザー （逃げ足ナンバーワン！）                          | イヌブラザーロボタロウ                                                                                         | 犬塚翼                                    | 黒 ■                   | 第2話                           | 『キングオージャーVSドンブラザーズ』                                                                                               | ▼                              |
| 暴太郎戦隊ドンブラザーズ            | キジブラザー （トリは堅実！）                                  | キジブラザーロボタロウ                                                                                         | 雉野つよし                                | 桃 ■                   | 第1話                           | 『キングオージャーVSドンブラザーズ』                                                                                               | ▼                              |
| 暴太郎戦隊ドンブラザーズ            | ドンドラゴクウ （筋骨隆々！）                                  | ドンドラゴクウアルター ドラゴンモード ドンロボゴクウ ゴール丼ドラゴクウ                                        | 桃谷ジロウ                                | 金 ■                   | 第15話                          | 『キングオージャーVSドンブラザーズ』 『ブンブンジャー formation lap』                                                              | ▼ 【追加】                     |
| 暴太郎戦隊ドンブラザーズ            | ドントラボルト （俺が最強）                                    | ドンロボボルト                                                                                                 | 桃谷ジロウ （危ないジロウ）               | 銀 ■                   | 第20話                          | 『キングオージャーVSドンブラザーズ』                                                                                               | ▼ 【追加】                     |
| 暴太郎戦隊ドンブラザーズ            | オニシスター（2代目）                                          | | 前田真利菜                                | 黄 ■                   | 第10話                          | | ☆ 【ゲスト】 【後任】 【退任】 |
| 暴太郎戦隊ドンブラザーズ            | 先代サルブラザー                                               | | 白井                                      | 青 ■                   | 第21話                          | | 【ゲスト】 【先代】            |
| 暴太郎戦隊ドンブラザーズ            | イヌブラザー（替え玉）                                         | | 乾龍二                                    | 黒 ■                   | 第31話                          | | 【ゲスト】                     |
| 暴太郎戦隊ドンブラザーズ            | イヌブラザー（獣人）                                           | | 犬塚翼（獣人）                            | 黒 ■                   | 第36話                          | | 【ゲスト】                     |
| 暴太郎戦隊ドンブラザーズ            | サルブラザー（未来）                                           | サルブラザーロボタロウ                                                                                         | 猿原真一（未来）                          | 青 ■                   | 第43話                          | | 【ゲスト】                     |
| 暴太郎戦隊ドンブラザーズ            | オニシスター（未来）                                           | ゴールドンオニシスター                                                                                         | 鬼頭はるか（未来）                        | 黄 ■                   | 第43話                          | | ☆ 【ゲスト】                   |
| なし                                | ゼンカイザーブラック                                           | | 五色田介人                                | 黒 ■                   | 第1話                           | 『キングオージャーVSドンブラザーズ』                                                                                               | 【準レ】                       |
| 脳人三人衆→暴太郎戦隊ドンブラザーズ | ソノイ変身体 （清廉潔白完全主義）                              | | ソノイ                                    | 紺青 ■                 | 第1話                           | | ◎ 【悪】 【共闘】 【死亡】     |
| 脳人三人衆→暴太郎戦隊ドンブラザーズ | ソノニ変身体 （美しい花には刺がある。愛を知りたい）            | | ソノニ                                    | 純白 □                 | 第3話                           | 『キングオージャーVSドンブラザーズ』                                                                                               | ☆ 【悪】 【共闘】              |
| 脳人三人衆→暴太郎戦隊ドンブラザーズ | ソノザ変身体 （思い込んだら一直線）                            | | ソノザ                                    | 灰茶 ■                 | 第2話                           | 『キングオージャーVSドンブラザーズ』                                                                                               | 【悪】 【共闘】                |
| 脳人監視隊                          | ソノシ変身体 （清潔第一）                                      | | ソノシ                                    | 深紅 ■                 | 第37話                          | | ◎ 【悪】                       |
| 脳人監視隊                          | ソノゴ変身体 （美貌一番）                                      | | ソノゴ                                    | 淡紫 ■                 | 第45話                          | | ☆ 【悪】                       |
| 脳人監視隊                          | ソノロク変身体 （親切大好き）                                  | | ソノロク                                  | 黒鉄 ■                 | 第45話                          | | 【悪】                         |
| 脳人                                | ドンムラサメ （ジョーズに目覚めた）                            | ドンムラサメアルター サメモード ブラックオニタイジンムラサメ                                                   | ニンジャークソード                        | 紫 ■                   | 第17話                          | | ▼ 【悪】 【共闘】              |
| 脳人                                | ドンムラサメ（未来）                                           | ブラックオニタイジンムラサメ（未来）                                                                           | なし                                      | 紫 ■                   | 第43話                          | | ▼ 【悪】 【ゲスト】            |
| 脳人                                | ソノナ変身体                                                   | | ソノナ                                    | 淡紫 ■                 | 第50話                          | | ☆ 【悪】                       |
| 脳人                                | ソノヤ変身体                                                   | | ソノヤ                                    | 黒鉄 ■                 | 第50話                          | | 【悪】                         |
| 王様戦隊キングオージャー            |                                                                | |                                           |                        |                                 | |                                |
| 王様戦隊キングオージャー            | クワガタオージャー （邪悪の王）                                | キングクワガタオージャー ゴールドンクワガタオージャー クワガタオージャーカーニバル                             | ギラ （ギラ・ハスティー）                 | 赤 ■ 金 ■              | 第1話                           | 『ブンブンジャーVSキングオージャー』                                                                                               |                                |
| 王様戦隊キングオージャー            | トンボオージャー （叡智の王）                                  | | ヤンマ・ガスト                            | 青 ■                   | 第2話                           | 『デカレンジャーwithトンボオージャー』 『ブンブンジャーVSキングオージャー』                                                        |                                |
| 王様戦隊キングオージャー            | カマキリオージャー （絢爛の女王）                              | | ヒメノ・ラン                              | 黄 ■                   | 第1話                           | 『ブンブンジャーVSキングオージャー』                                                                                               | ☆                              |
| 王様戦隊キングオージャー            | パピヨンオージャー （不動の王）                                | | リタ・カニスカ                            | 紫 ■                   | 第1話                           | 『ブンブンジャーVSキングオージャー』                                                                                               | ☆                              |
| 王様戦隊キングオージャー            | ハチオージャー （豊穣の王殿様）                                | | カグラギ・ディボウスキ                    | 黒 ■                   | 第1話                           | 『ブンブンジャーVSキングオージャー』                                                                                               |                                |
| 王様戦隊キングオージャー            | スパイダークモノス （狭間の王）                                | | ジェラミー・ブラシエリ                    | 白 □                   | 第12話                          | 『ブンブンジャーVSキングオージャー』                                                                                               | 【追加】                       |
| なし                                | オオクワガタオージャー （始まりの国の王）                      | キングオオクワガタオージャー                                                                                   | ラクレス・ハスティー                      | 銀 ■ 金・銀 ■          | 第8話                           | | 【悪】 【共闘】                |
| なし                                | オオクワガタオージャー                                         | | コーサス・ハスティー                      | 銀 ■                   | 第43話                          | | 【ゲスト】 【先代】 【故人】   |
| なし                                | パピヨンオージャー                                             | | カーラス・デハーン                        | 紫 ■                   | 第49話                          | | ☆ 【ゲスト】 【先代】 【故人】 |
| なし                                | ハチオージャー                                                 | | イロキ                                    | 黒 ■                   | 第49話                          | | ☆ 【ゲスト】 【先代】 【故人】 |
| 爆上戦隊ブンブンジャー              |                                                                | |                                           |                        |                                 | |                                |
| 爆上戦隊ブンブンジャー              | ブンレッド                                                     | ブンレッド119 チャンピオンブンレッド                                                                           | 範道大也                                  | 赤 ■                   | 第1話                           | | ◎                              |
| 爆上戦隊ブンブンジャー              | ブンブルー                                                     | チャンピオンブンブルー                                                                                         | 鳴田射士郎                                | 青 ■                   | 第1話                           | | ◇ 【離脱】 【復帰】            |
| 爆上戦隊ブンブンジャー              | ブンピンク                                                     | チャンピオンブンピンク                                                                                         | 志布戸未来                                | 桃 ■                   | 第1話                           | | ☆                              |
| 爆上戦隊ブンブンジャー              | ブンブラック                                                   | チャンピオンブンブラック                                                                                       | 阿久瀬錠                                  | 黒 ■                   | 第5話                           | |                                |
| 爆上戦隊ブンブンジャー              | ブンオレンジ                                                   | チャンピオンブンオレンジ                                                                                       | 振騎玄蕃 （ゲンバード・デ・リバリー二世） | 橙 ■                   | 第7話                           | | 【離脱】 【復帰】              |
| 爆上戦隊ブンブンジャー              | ブンバイオレット                                               | チャンピオンブンバイオレット                                                                                   | 焔先斗                                    | 紫 ■                   | 第16話                          | | 【追加】                       |
| ナンバーワン戦隊ゴジュウジャー      |                                                                | |                                           |                        |                                 | |                                |
| ナンバーワン戦隊ゴジュウジャー      | ゴジュウウルフ                                                 | ワイルドゴジュウウルフ                                                                                         | 遠野吠                                    | 赤 ■ 赤・金■           | 第1話                           | |                                |
| ナンバーワン戦隊ゴジュウジャー      | ゴジュウレオン                                                 | | 百夜陸王                                  | 青 ■                   | 第2話                           | |                                |
| ナンバーワン戦隊ゴジュウジャー      | ゴジュウティラノ                                               | | 暴神竜儀                                  | 黄 ■                   | 第2話                           | |                                |
| ナンバーワン戦隊ゴジュウジャー      | ゴジュウイーグル                                               | | 猛原禽次郎 （猛原譲二）                   | 緑 ■                   | 第3話                           | |                                |
| ナンバーワン戦隊ゴジュウジャー      | ゴジュウユニコーン                                             | | 一河角乃                                  | 黒 ■                   | 第5話                           | | ☆                              |
| ナンバーワン戦隊ゴジュウジャー      | ゴジュウポーラー                                               | | 熊手真白                                  | 白 □                   | 第16話                          | | 【追加】                       |
| ユニバース戦士                      | クワガタオージャー                                             | | 堤なつめ                                  | 赤 ■                   | 第1話                           | |                                |
| ユニバース戦士                      | ドンモモタロウ                                                 | | 熱海常夏                                  | 赤 ■                   | 第3話                           | |                                |
| ユニバース戦士                      | ドンモモタロウ                                                 | | サンシャイン池崎                          | 赤 ■                   | 劇場版                          | |                                |
| ユニバース戦士                      | リュウソウレッド                                               | | 桜庭                                      | 赤 ■                   | 第4話                           | |                                |
| ユニバース戦士                      | ティラノレンジャー                                             | | 往歳巡                                    | 赤 ■                   | 第7話                           | |                                |
| ユニバース戦士                      | アカニンジャー                                                 | | 不明                                      | 赤 ■                   | 第8話                           | |                                |
| ユニバース戦士                      | アカニンジャー                                                 | | おばあちゃん                              | 赤 ■                   | 劇場版                          | | ☆                              |
| ユニバース戦士                      | ゴセイレッド                                                   | | 不明                                      | 赤 ■                   | 第8話                           | |                                |
| ユニバース戦士                      | スペードエース                                                 | | 不明                                      | 赤 ■                   | 第8話                           | |                                |
| ユニバース戦士                      | ガオレッド                                                     | | 等々力凱亜                                | 赤 ■                   | 第11話                          | |                                |
| ユニバース戦士                      | バルイーグル                                                   | | 川島                                      | 赤 ■                   | 第11話                          | |                                |
| ユニバース戦士                      | ジュウオウイーグル                                             | | 岩下                                      | 赤 ■                   | 第11話                          | |                                |
| ユニバース戦士                      | レッドレーサー                                                 | 暴走レッドレーサー                                                                                             | 家守召子                                  | 赤 ■                   | 第13話                          | | ☆                              |
| ユニバース戦士                      | シンケンレッド                                                 | | 一河緒乙                                  | 赤 ■                   | 第20話                          | | ☆                              |
| ユニバース戦士                      | シンケンレッド                                                 | スーパーシンケンレッド 邪道シンケンレッド                                                                      | ファイヤキャンドル                        | 赤 ■                   | 第20話                          | | 【悪】                         |
| ユニバース戦士                      | レッドバスター                                                 | | 鳥飼翔                                    | 赤 ■                   | 第22話                          | |                                |
| ユニバース戦士                      | ゴセイレッド                                                   | | 純太                                      | 赤 ■                   | 劇場版                          | |                                |
| ユニバース戦士                      | デカレッド                                                     | | てつや                                    | 赤 ■                   | 劇場版                          | |                                |
| ユニバース戦士                      | デンジレッド                                                   | | 女性                                      | 赤 ■                   | 劇場版                          | | ☆                              |
| ユニバース戦士                      | ニンジャレッド                                                 | | おばあちゃん                              | 赤 ■                   | 劇場版                          | | ☆                              |
| ユニバース戦士                      | ハリケンレッド                                                 | | おばあちゃん                              | 赤 ■                   | 劇場版                          | | ☆                              |
| ユニバース戦士                      | ゴーカイレッド                                                 | | ゴー☆ジャス                               | 赤 ■                   | 劇場版                          | |                                |
| ユニバース戦士                      | タイムレッド                                                   | | 飯島佐織                                  | 赤 ■                   | 劇場版                          | | ☆                              |
| ユニバース戦士                      | ルパンレッド                                                   | | 飯島碧                                    | 赤 ■                   | 劇場版                          | |                                |
| ユニバース戦士                      | ルパンレッド                                                   | スーパールパンレッド                                                                                           | 晩堂深也                                  | 赤 ■                   | 第24話                          | |                                |
| ユニバース戦士                      | マジレッド                                                     | | ブーケ                                    | 赤 ■                   | 劇場版                          | | ☆                              |
| ユニバース戦士                      | パトレン1号                                                    | スーパーパトレン1号                                                                                            | 晴渡一輝                                  | 赤 ■                   | 第24話                          | |                                |
| ノーワンワールド ブライダン         | リングハンター・ガリュード                                     | | クオン （遠野久光）                       | 黒 ■                   | 第7話                           | | 【悪】                         |

## シンボルキャラクター
| 戦隊名 | 戦士名     | 派生形態 | 変身者 | カラー | 登場話 |
| ------ | ---------- | -------- | ------ | ------ | --- |
| なし   | アカレッド | なし     | なし   | 赤 ■   | 『ボウケンジャーVSスーパー戦隊』 『ゴーカイジャー』第2話以降 『ゴーカイジャー ゴセイジャー』 『アキバレンジャー痛』第12話 『動物戦隊ジュウオウジャー スーパー動物大戦』 |

## その他の映像作品
- 『非公認戦隊アキバレンジャー』は便宜上、第1作（シーズン1）を『アキバレンジャー』、第2作（『非公認戦隊アキバレンジャー シーズン痛』）を『アキバレンジャー痛』と表記。
- 公認様（スーパー戦隊シリーズのキャラクター）のゲスト出演については、上記各作品のリストのゲスト出演の項目をそれぞれ参照。設定が改変されているものは、『アキバレンジャー』もしくは『アキバレンジャー痛』の登場話の横に脚注として記載。

| 戦隊名                            | 戦士名                                                      | 派生形態                                                     | 変身者・正体                                       | カラー                     | 登場話                                               | ゲスト登場話               | 備考                           |
| 非公認戦隊アキバレンジャー        | 非公認戦隊アキバレンジャー                                  | 非公認戦隊アキバレンジャー                                   | 非公認戦隊アキバレンジャー                         | 非公認戦隊アキバレンジャー | 非公認戦隊アキバレンジャー                           | 非公認戦隊アキバレンジャー | 非公認戦隊アキバレンジャー     |
| --------------------------------- | ----------------------------------------------------------- | ------------------------------------------------------------ | -------------------------------------------------- | -------------------------- | ---------------------------------------------------- | -------------------------- | ------------------------------ |
| 非公認戦隊アキバレンジャー        | アキバレッド                                                | 超アキバレッド 巨大化超アキバレッド 超アキバレッド・スーパー | 赤木信夫                                           | 赤 ■                       |                                                      | なし                       | ◎△ ▼【死亡】                   |
| 非公認戦隊アキバレンジャー        | アキバブルー                                                | なし                                                         | 青柳美月                                           | 青 ■                       | 『アキバレンジャー』全話 『アキバレンジャー痛』第1話 | なし                       | ☆ ◇ 【退任】                   |
| 非公認戦隊アキバレンジャー        | アキバイエロー                                              | なし                                                         | 萌黄ゆめりあ(CN) （山田優子(旧姓名)） （横山優子） | 黄 ■                       |                                                      | なし                       | ☆△ 【死亡】                    |
| 非公認戦隊アキバレンジャー        | アキバブルー（2代目）                                       | なし                                                         | 石清水ルナ                                         | 青 ■                       | 『アキバレンジャー痛』第2話 -                        | なし                       | ☆ ◇ 【追加】 【後任】 【死亡】 |
| 非公認戦隊アキバレンジャー        | アキバレッド（2代目）                                       | なし                                                         | 都築タクマ                                         | 赤 ■                       | 『アキバレンジャー』第11話                           | なし                       | ◎ 【後任】 【退場】            |
| なし                              | アキバイエロー （魅惑の熟女レイヤー）                       | なし                                                         | 山田雅子                                           | 黄 ■                       | 『アキバレンジャー』第5話                            | なし                       | ☆ 【ゲスト】                   |
| 忍虫戦隊ジャカンジャー 暗黒十本槍 | ジャカンイエロー・テントライジャー （十の槍・ハーデズキン） | なし                                                         | 十の槍・ハーデズキン                               | 黄 ■ 白 □                  | 『アキバレンジャー痛』第6話                          | なし                       | ☆ 【悪】                       |

- ドリーム戦隊（百獣戦隊ガオレンジャーVSスーパー戦隊 / 轟轟戦隊ボウケンジャーVSスーパー戦隊）
  - ビッグワン
  - レッドファルコン
  - ギンガブルー
  - ゴーイエロー
  - メガピンク
  - ハリケンブルー
  - アバレブラック
  - デカブレイク
  - マジイエロー
  - マジジャイン
- こどもトッキュウジャー（烈車戦隊トッキュウジャーVSキョウリュウジャー THE MOVIE）
  - 少年トッキュウ1号
  - 少年トッキュウ2号
  - 少女トッキュウ3号
  - 少年トッキュウ4号
  - 少女トッキュウ5号
- 獣電戦隊キョウリュウジャーブレイブ
  - ブレイブキョウリュウレッド
  - ブレイブキョウリュウブラック
  - ブレイブキョウリュウブルー
  - ブレイブキョウリュウグリーン
  - ブレイブキョウリュウピンク
  - ブレイブキョウリュウゴールド
- 仮面戦隊ゴライダー/チームエグゼイド（仮面ライダー×スーパー戦隊 超スーパーヒーロー大戦/仮面戦隊ゴライダー）
  - アカライダー
  - アオライダー
  - キライダー
  - ミドライダー
  - モモライダー
- 変わり者チーム（4週連続スペシャル スーパー戦隊最強バトル!!）
  - ジュウオウイーグル
  - ゴーカイレッド
  - アカニンジャー
  - サソリオレンジ
  - トッキュウ5号

## 戦隊別 戦士の色一覧表
- ○は、初期レギュラーメンバー（男性）。
- ◇は、初期レギュラーメンバー（女性）。
- ●は、追加・その他のメンバー（男性）。
- ◆は、追加・その他のメンバー（女性）。

※ 単発ゲスト・敵方の一時共闘戦士は除く。
|    | 戦隊名                         | 赤 | 青 | 黄 | 桃 | 緑 | 白 | 黒 | 銀 | 金 | 橙 | 紫 | 灰 | 水 | 臙脂 | 紺 | メタリックブルー | 真紅 |
| -- | ------------------------------ | -- | -- | -- | -- | -- | -- | -- | -- | -- | -- | -- | -- | -- | ---- | -- | ---------------- | ---- |
| 1  | 秘密戦隊ゴレンジャー           | ○  | ○  | ○  | ◇  | ○  |    |    |    |    |    |    |    |    |      |    |                  |      |
| 2  | ジャッカー電撃隊               | ○  | ○  |    | ◇  | ○  | ●  |    |    |    |    |    |    |    |      |    |                  |      |
| 3  | バトルフィーバーJ              | ○  | ○  |    | ◇  | ○  |    | ○  |    |    | ○  |    |    |    |      |    |                  |      |
| 4  | 電子戦隊デンジマン             | ○  | ○  | ○  | ◇  | ○  |    |    |    |    |    |    |    |    |      |    |                  |      |
| 5  | 太陽戦隊サンバルカン           | ○  | ○  | ○  |    |    |    |    |    |    |    |    |    |    |      |    |                  |      |
| 6  | 大戦隊ゴーグルファイブ         | ○  | ○  | ○  | ◇  |    |    | ○  |    |    |    |    |    |    |      |    |                  |      |
| 7  | 科学戦隊ダイナマン             | ○  | ○  | ○  | ◇  |    |    | ○  |    |    |    |    |    |    |      |    |                  |      |
| 8  | 超電子バイオマン               | ○  | ○  | ◇  | ◇  | ○  |    |    |    |    |    |    |    |    |      |    |                  |      |
| 9  | 電撃戦隊チェンジマン           | ○  | ○  |    | ◇  |    | ◇  | ○  |    |    |    |    |    |    |      |    |                  |      |
| 10 | 超新星フラッシュマン           | ○  | ○  | ◇  | ◇  | ○  |    |    |    |    |    |    |    |    |      |    |                  |      |
| 11 | 光戦隊マスクマン               | ○  | ○  | ◇  | ◇  |    |    | ○  |    |    |    |    |    |    |      |    |                  |      |
| 12 | 超獣戦隊ライブマン             | ○  | ◇  | ○  |    | ●  |    | ●  |    |    |    |    |    |    |      |    |                  |      |
| 13 | 高速戦隊ターボレンジャー       | ○  | ○  | ○  | ◇  |    |    | ○  |    |    |    |    |    |    |      |    |                  |      |
| 14 | 地球戦隊ファイブマン           | ○  | ○  | ◇  | ◇  |    |    | ○  |    |    |    |    |    |    |      |    |                  |      |
| 15 | 鳥人戦隊ジェットマン           | ○  | ◇  | ○  |    |    | ◇  | ○  |    |    |    |    |    |    |      |    |                  |      |
| 16 | 恐竜戦隊ジュウレンジャー       | ○  | ○  | ○  | ◇  | ●  |    | ○  |    |    |    |    |    |    |      |    |                  |      |
| 17 | 五星戦隊ダイレンジャー         | ○  | ○  | ○  | ◇  | ○  | ●  |    |    |    |    |    |    |    |      |    |                  |      |
| 18 | 忍者戦隊カクレンジャー         | ○  | ○  | ○  |    |    | ◇  | ○  |    |    |    |    |    |    |      | ●  |                  |      |
| 19 | 超力戦隊オーレンジャー         | ○  | ○  | ◇  | ◇  | ○  |    | ●  |    |    |    |    |    |    |      |    |                  |      |
| 20 | 激走戦隊カーレンジャー         | ○  | ○  | ◇  | ◇  | ○  | ●  |    |    |    |    |    |    |    |      |    |                  |      |
| 21 | 電磁戦隊メガレンジャー         | ○  | ○  | ◇  | ◇  |    |    | ○  | ●  |    |    |    |    |    |      |    |                  |      |
| 22 | 星獣戦隊ギンガマン             | ○  | ○  | ○  | ◇  | ○  |    | ●  |    |    |    |    |    |    |      |    |                  |      |
| 23 | 救急戦隊ゴーゴーファイブ       | ○  | ○  | ○  | ◇  | ○  |    |    |    |    |    |    |    |    |      |    |                  |      |
| 24 | 未来戦隊タイムレンジャー       | ○● | ○  | ○  | ◇  | ○  |    |    |    |    |    |    |    |    |      |    |                  |      |
| 25 | 百獣戦隊ガオレンジャー         | ○  | ○  | ○  |    |    | ◇  | ○  | ●  |    |    |    |    |    |      |    |                  |      |
| 26 | 忍風戦隊ハリケンジャー         | ○  | ◇  | ○  |    | ●  |    |    |    |    |    |    |    |    | ●    | ●  |                  |      |
| 27 | 爆竜戦隊アバレンジャー         | ○  | ○  | ◇  |    |    | ●  | ○  |    |    |    |    |    |    |      |    |                  |      |
| 28 | 特捜戦隊デカレンジャー         | ○  | ○  | ◇  | ◇  | ○  | ●  |    |    |    | ◆  |    |    |    |      |    | ●                |      |
| 29 | 魔法戦隊マジレンジャー         | ○  | ◇  | ○  | ◇  | ○  | ◆  |    |    | ●  |    |    |    |    |      |    |                  |      |
| 30 | 轟轟戦隊ボウケンジャー         | ○  | ○  | ◇  | ◇  |    |    | ○  | ●  | ●  |    |    |    |    |      |    |                  |      |
| 31 | 獣拳戦隊ゲキレンジャー         | ○  | ○  | ◇  |    |    | ●  |    |    |    |    | ●  |    |    |      |    |                  |      |
| 32 | 炎神戦隊ゴーオンジャー         | ○  | ○  | ◇  |    | ○  |    | ○  | ◆  | ●  |    |    |    |    |      |    |                  |      |
| 33 | 侍戦隊シンケンジャー           | ○◆ | ○  | ◇  | ◇  | ○  |    |    |    | ●  |    |    |    |    |      |    |                  |      |
| 34 | 天装戦隊ゴセイジャー           | ○  | ○  | ◇  | ◇  |    |    | ○  | ●  |    |    |    |    |    |      |    |                  |      |
| 35 | 海賊戦隊ゴーカイジャー         | ○  | ○  | ◇  | ◇  | ○  |    |    | ●  |    |    |    |    |    |      |    |                  |      |
| 36 | 特命戦隊ゴーバスターズ         | ○  | ○  | ◇  |    |    |    |    | ●  | ●  |    |    |    |    |      |    |                  |      |
| 37 | 獣電戦隊キョウリュウジャー     | ○  | ○  |    | ◇  | ○  |    | ○  | ●  | ●  |    | ●◆ | ●  | ●  |      |    |                  |      |
| 38 | 烈車戦隊トッキュウジャー       | ○  | ○  | ◇  | ◇  | ○  |    |    |    |    | ●  |    |    |    |      |    |                  |      |
| 39 | 手裏剣戦隊ニンニンジャー       | ○  | ○  | ○  | ◇  |    | ◇  |    |    | ●  |    |    |    |    |      |    |                  |      |
| 40 | 動物戦隊ジュウオウジャー       | ○  | ◇  | ○  |    | ○  | ◇  | ●  | ●  | ●  | ●  |    |    |    |      |    |                  |      |
| 41 | 宇宙戦隊キュウレンジャー       | ○  | ○  | ○  | ◇  | ◇  | ○  | ○  | ○  | ○  | ○  | ●  |    | ●  |      | ●  |                  | ●    |
| 42 | 快盗戦隊ルパンレンジャー       | ◯  | ○  | ◇  |    |    |    |    | ●  |    |    |    |    |    |      |    |                  |      |
| 43 | 警察戦隊パトレンジャー         | ○  |    |    | ◇  | ○  |    |    |    | ●  |    |    |    |    |      |    |                  |      |
| 44 | 騎士竜戦隊リュウソウジャー     | ○  | ○  |    | ◇  | ○  |    | ○  |    | ●  |    |    |    |    |      |    |                  |      |
| 45 | 魔進戦隊キラメイジャー         | ○  | ○  | ○  | ◇  | ◇  |    |    | ●  |    |    |    |    |    |      |    |                  |      |
| 46 | 機界戦隊ゼンカイジャー         | ○  | ○  | ○  | ◇  |    | ○  |    |    | ●  |    | ●  |    |    |      |    |                  |      |
| 47 | 暴太郎戦隊ドンブラザーズ       | ○  | ○  | ◇  | ○  |    |    | ○● | ●  | ●  |    |    |    |    |      |    |                  |      |
| 48 | 王様戦隊キングオージャー       | ○  | ○  | ◇  |    |    | ●  | ○  | ●  |    |    | ◇  |    |    |      |    |                  |      |
| 49 | 爆上戦隊ブンブンジャー         | ○  | ○  |    | ◇  |    |    | ○  |    |    | ○  | ●  |    |    |      |    |                  |      |
| 50 | ナンバーワン戦隊ゴジュウジャー | ○  | ○  | ○  |    | ◯  | ●  | ◇  |    |    |    |    |    |    |      |    |                  |      |
| EX | 非公認戦隊アキバレンジャー     | ○  | ◇  | ◇  |    |    |    |    |    |    |    |    |    |    |      |    |                  |      |